# الأوكرانيون في روسيا
يشكل الأوكرانيون في روسيا أكبر مجموعة منفردة في الشتات من الشعب الأوكراني. حدد الإحصاء الروسي لعام 2010 1.9 مليون أوكراني يعيشون في روسيا، ويمثلون أكثر من 1.4 ٪ من إجمالي سكان الاتحاد الروسي ويشكلون ثالث أكبر مجموعة عرقية بعد الروس والتتار. يقدر عدد المولودين في أوكرانيا بـ340000 شخص معظمهم من الشباب، والمستقرون بشكل دائم بشكل قانوني في روسيا كل عام.
في شباط عام 2014، كان هناك 1.6 مليون مواطن أوكراني في أراضي روسيا الاتحادية، ثلثا العمال المهاجرين؛ ومع ذلك بعد أن ضمت روسيا شبه جزيرة القرم وبدء الحرب في دونباس، قُدّر أن العدد ارتفع إلى 2.5 مليون اعتبارًا من ديسمبر 2014. سجل أكثر من 420 ألف طالب لجوء من أوكرانيا في روسيا اعتبارًا من نوفمبر 2017. وصل ما يقدر بنحو 2.8 مليون أوكراني إلى روسيا اعتبارًا من سبتمبر 2022 منذ بداية الغزو الروسي لأوكرانيا عام 2022.

## تاريخ

### القرنين السابع عشر والثامن عشر
أدت معاهدة بيرياسلاف عام 1654 إلى أن تصبح أوكرانيا محمية لروسيا القيصرية. أدى ذلك إلى زيادة الهجرة الأوكرانية إلى روسيا، في البداية إلى سلوبودا أوكرانيا ولكن أيضًا إلى أراضي الدون ومنطقة نهر الفولغا. كانت هناك هجرة كبيرة إلى موسكو، لا سيما من قبل نشطاء الكنيسة والكهنة والرهبان والعلماء والمعلمين والفنانين والمترجمين والمغنين والتجار. في عام 1652، انتقل اثنا عشر مطربًا تحت إشراف تيرنوبولسكي إلى موسكو، وانتقل ثلاثة عشر خريجًا من جامعة كييف موهيلا كوليجيوم لتدريس طبقة النبلاء في موسكو. هاجر العديد من القساوسة ومديري الكنائس من أوكرانيا أيضا؛ وعلى وجه الخصوص، أنشأ رجال الدين الأوكرانيون دير أندريفسكي،  مما أثر على الكنيسة الأرثوذكسية الروسية، ولا سيما سياسات إصلاح البطريرك نيكون التي أدت إلى المؤمن القديم راسكول (بالإنجليزية: انشقاق). استمر تأثير رجال الدين الأوكرانيين في النمو، خاصة بعد عام 1686، عندما تم نقل متروبوليا كييف من بطريرك القسطنطينية إلى بطريرك موسكو.
كما نما الوجود الأوكراني في الجيش الروسي بشكل ملحوظ. حدث أكبر تدفق للاجئين بعد معركة بولتافا عام 1709. استقر عدد كبير من الأوكرانيين حول سان بطرسبرج وعملوا في بناء المدينة.
كانت هناك فئة منفصلة من المهاجرين هم أولئك الذين تم ترحيلهم إلى موسكو من قبل الحكومة الروسية لإظهارهم المشاعر المعادية لروسيا. تم نقل المرحلين إلى موسكو في البداية للتحقيق معهم، ثم نُفيوا إلى سيبيريا أو أرخانغلسك أو جزر سولوفيتسكي. وكان من بين المرحلين قوزاق أوكرانيون من بينهم د. موهورشني وإيفان سامويلوفيتش وبيترو دوروشنكو. ويشمل الآخرون جميع أفراد عائلة هيتمان إيفان مازيبا، وأ. فويناروفسكي، وأولئك في قوات مازيبا القوزاق الذين عادوا إلى روسيا.  سُجن البعض في المنفى لبقية حياتهم، مثل هيتمان بافلو بولوبوتوك وبافلو هولوفاتي وبي. هلوبا وبيترو كالنيشفسكي.

### القرن ال 19

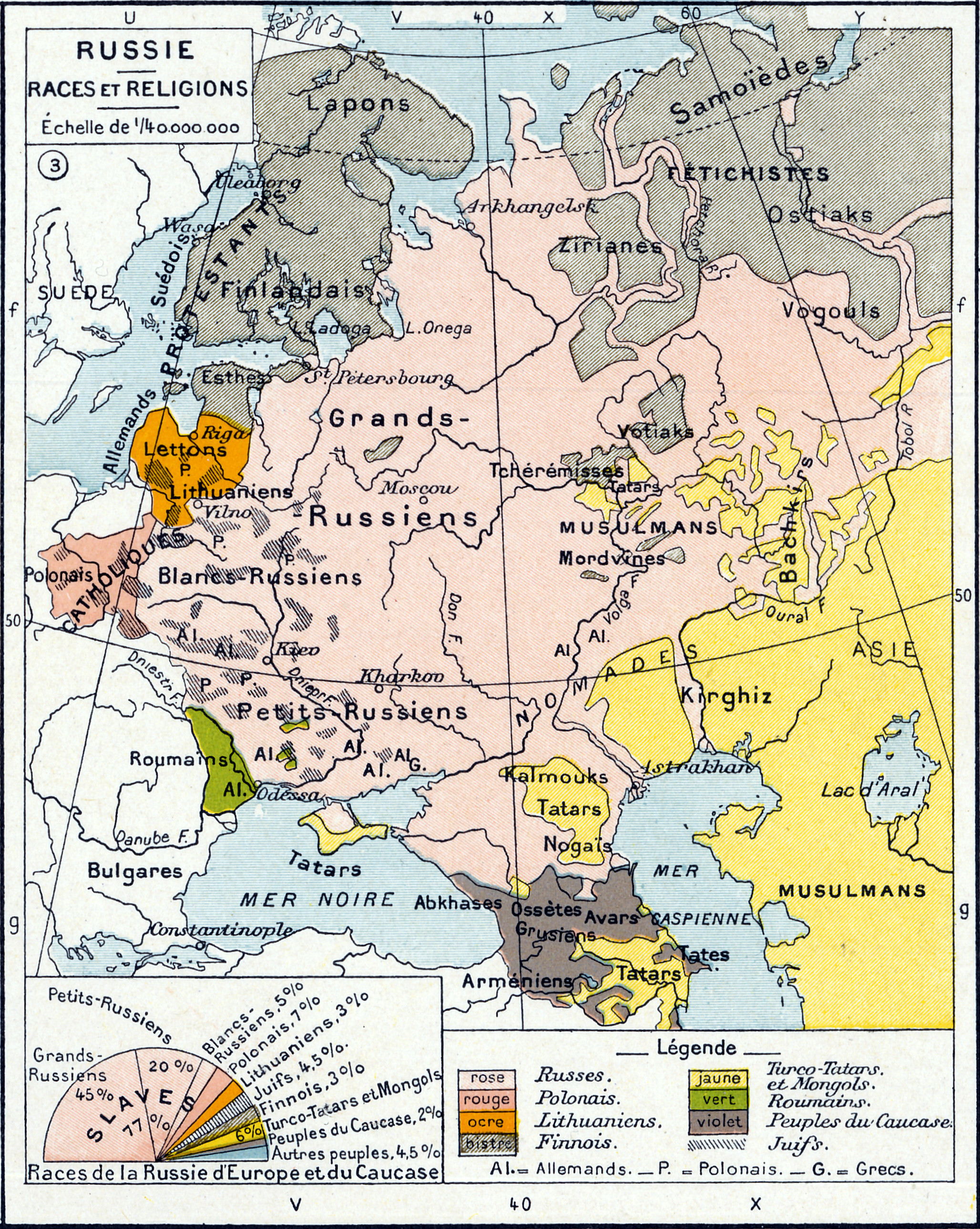
خريطة عرقية لروسيا الأوروبية قبل الحرب العالمية الأولى

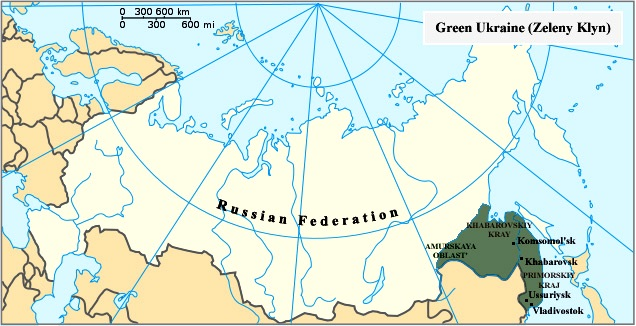
أوكرانيا الخضراء : الاسم الأوكراني التاريخي للأرض في منطقة الشرق الأقصى الروسي

ابتداءً من القرن التاسع عشر، كانت هناك هجرة مستمرة من بيلاروسيا وأوكرانيا وشمال روسيا للاستيطان في المناطق البعيدة من الإمبراطورية الروسية. كان الوعد بأرض خصبة حرة عاملاً مهمًا للعديد من الفلاحين الذين عاشوا حتى عام 1861 تحت عبودية. في استعمار الأراضي الجديدة، تم تقديم مساهمة كبيرة من قبل العرق الأوكراني. في البداية استعمر الأوكرانيون المناطق الحدودية في القوقاز. جاء معظم هؤلاء المستوطنين من الضفة اليسرى لأوكرانيا واستقروا بشكل أساسي في منطقتي ستافروبول وتريك. كما تمت تسوية بعض المناطق المدمجة في نهر الدون والفولجا والأورال.
أنشأ الأوكرانيون مستوطنات كبيرة داخل روسيا، وأصبحوا الأغلبية في بعض المراكز. استمروا في تعزيز تقاليدهم ولغتهم. اختلف هيكل قريتهم وإدارتها إلى حد ما عن السكان الروس الذين أحاطوا بهم. حيث كان السكان مختلطين، غالبًا ما يحدث الترويس. شوهد حجم المستوطنات الأوكرانية ومساحتها الجغرافية لأول مرة في سياق تعداد الإمبراطورية الروسية لعام 1897، والذي أشار إلى اللغة وليس العرق. تم تسجيل ما مجموعه 22380551 متحدثًا أوكرانيًا، منهم 1.020.000 أوكراني في روسيا الأوروبية و 209.000 في روسيا الآسيوية. 

### القرن ال 20

#### تشكيل الحدود الأوكرانية

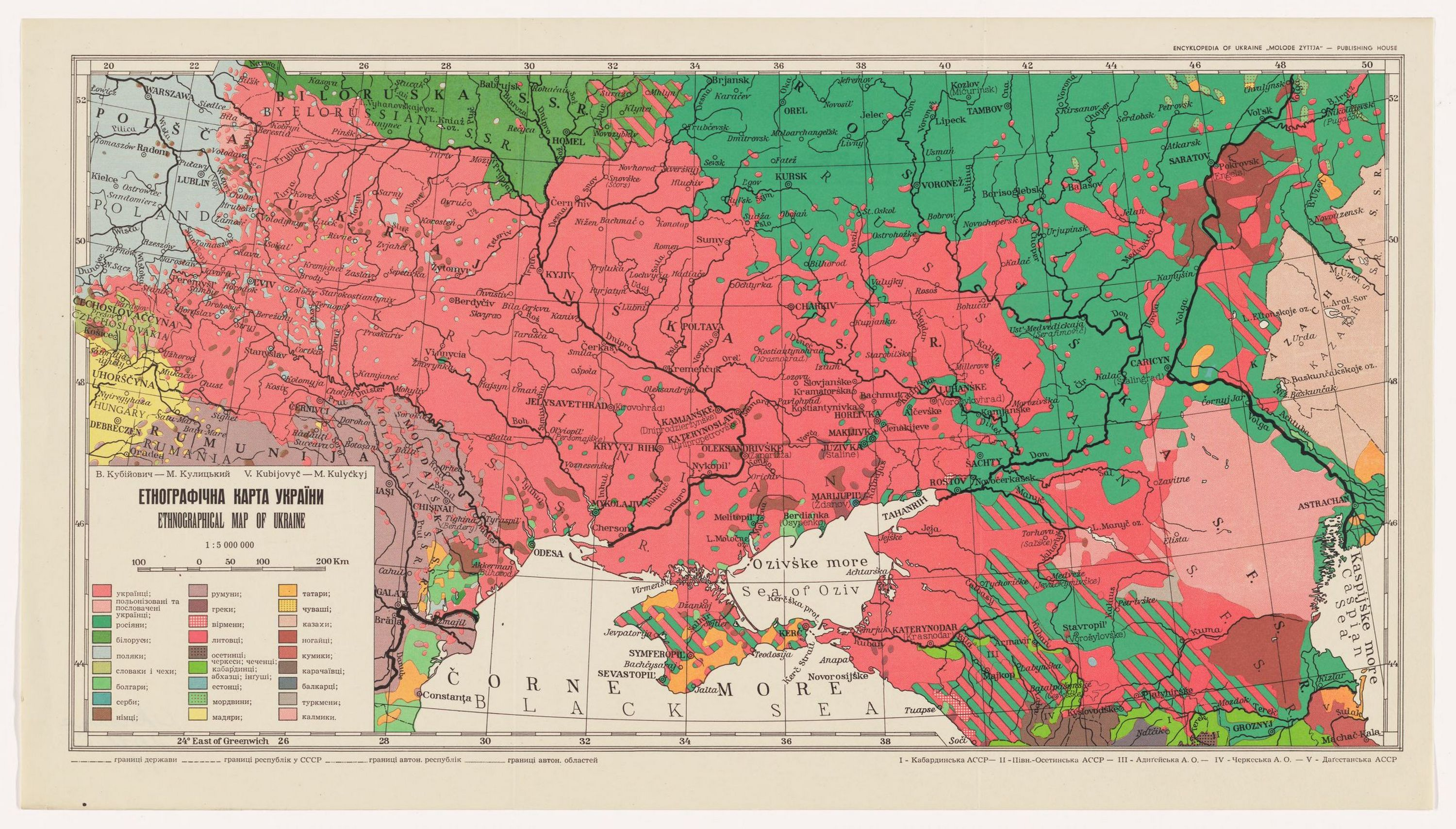
خريطة إثنوغرافية لأوكرانيا ، تُظهر الحدود الإثنوغرافية للأوكرانيين العرقيين في أوائل القرن العشرين كما ادعى المهاجرون الأوكرانيون فولوديمير كوبيجوفيتش وألكسندر كولشيتسكي

قدم أول تعداد للإمبراطورية الروسية، الذي أجري في عام 1897، إحصاءات تتعلق باستخدام اللغة في الإمبراطورية الروسية وفقًا للحدود الإدارية. لوحظ استخدام واسع النطاق للغة الروسية الصغيرة (وفي بعض الحالات الهيمنة) في تسع محافظات جنوبية غربية وكوبان أوبلاست. عندما تم تحديد الحدود المستقبلية للدولة الأوكرانية، تم أخذ نتائج التعداد في الاعتبار. نتيجة لذلك، كانت الحدود الإثنوغرافية لأوكرانيا في القرن العشرين أكبر بمرتين من حدود هاتمانات القوزاق التي تم دمجها في الإمبراطورية الروسية في القرن السابع عشر.

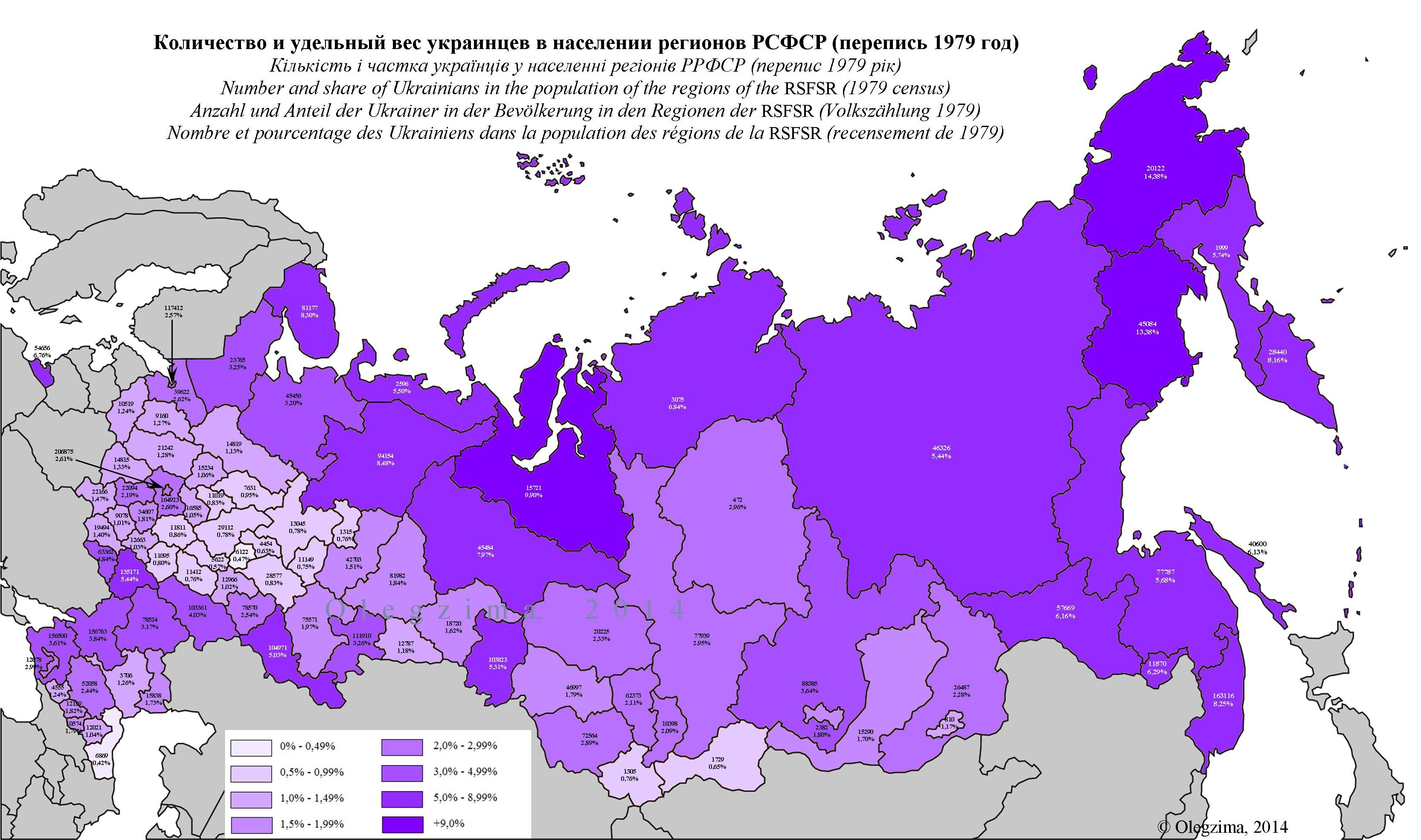
عدد ونصيب الأوكرانيين من عدد سكان مناطق روسيا الاتحادية الاشتراكية السوفياتية (تعداد 1979)

كانت بعض المناطق مختلطة السكان من كل من الأوكران والروس، وأقليات مختلفة. وشملت هذه أراضي سلوبودا ودونباس. كانت هذه الأراضي بين أوكرانيا وروسيا. ترك هذا مجتمعًا كبيرًا من العرقية الأوكرانية على الجانب الروسي من الحدود. تم الحفاظ على حدود جمهورية أوكرانيا الشعبية قصيرة العمر إلى حد كبير من قبل جمهورية أوكرانيا الاشتراكية السوفياتية.
في سياق الإصلاحات الإدارية في منتصف العشرينات من القرن الماضي، تم التنازل عن بعض الأراضي التي كانت في البداية تحت حكم جمهورية أوكرانيا الاشتراكية السوفياتية إلى الاتحاد السوفياتي الروسي، مثل مدينتي تاغانروغ وشاختي في شرق دونباس. في الوقت نفسه، اكتسبت جمهورية أوكرانيا الاشتراكية السوفياتية العديد من الأراضي التي تم دمجها في سومي أوبلاست في منطقة سلوبودا.

## الحياة الأوكرانية في روسيا ما بعد الاتحاد السوفيتي
بدأت النهضة الثقافية الأوكرانية في روسيا في نهاية الثمانينيات، بتشكيل جمعية سلافوتيتش في موسكو والمركز الثقافي الأوكراني الذي سمي على اسم تي شيفتشينكو في لينينغراد (سانت بطرسبرغ حاليًا).
في عام 1991 نظمت المجتمعة الأوكرانية مؤتمرًا في كييف مع مندوبين من مختلف منظمات الجالية الأوكرانية الجديدة في الشتات الشرقي. بحلول عام 1991، كان هناك أكثر من 20 منظمة من هذا القبيل. بحلول عام 1992، تم تسجيل 600 منظمة في روسيا وحدها. وساعد المؤتمر في تعزيز جهود هذه المنظمات. منذ عام 1992، بدأت المؤتمرات الأوكرانية الإقليمية التي نظمتها المنظمات الأوكرانية في بريموريا وتيومن أوبلاست وسيبيريا والشرق الأقصى. في مارس 1992، تم تأسيس اتحاد المنظمات الأوكرانية في موسكو. تأسس اتحاد الأوكرانيين في روسيا في أيار عام 1992.
في فبراير 2009، قُدر أن حوالي 3.5 مليون مواطن أوكراني يعملون في الاتحاد الروسي، لا سيما في موسكو وتحديدا في صناعة البناء. وفقًا لسفير أوكرانيا لدى الاتحاد الروسي فولوديمير يلتشينكو، لم تكن هناك مدارس حكومية في روسيا لديها برنامج لتدريس المواد الدراسية باللغة الأوكرانية اعتبارًا من آب 2010 ؛ واعتبر «تصحيح هذا الوضع» على رأس أولوياته.
اعتبارًا من عام 2007، قدر عدد المهاجرين غير الشرعيين الأوكرانيين في روسيا بما يتراوح بين 3 و 11 مليونًا. يُنظر إلى العديد من الأوكرانيين في روسيا على أنهم مهاجرون غير شرعيين ومجرمين، ويشكون من العنصرية. قارن البعض ذلك بالطريقة التي يُنظر بها إلى المكسيكيين في الولايات المتحدة.
في استطلاع عام 2011، قال 49٪ من الأوكرانيين أن لديهم أقارب يعيشون في روسيا.

### الأحداث منذ عام 2014
أثناء وبعد ضم شبه جزيرة القرم عام 2014 من قبل روسيا والتدخل العسكري الروسي في أوكرانيا، اشتكى الأوكرانيون الذين يعيشون في روسيا من وصفهم بـ «بانديرايت» (من أتباع ستيبان بانديرا)، حتى عندما يكونون من أجزاء من أوكرانيا لا يوجد فيها لستيفان بانديرا. دعم كبير.
ابتداء من عام 2014، تمت محاكمة عدد من النشطاء والمنظمات الأوكرانية في روسيا على أسس سياسية. وتشمل بعض الأمثلة البارزة قضية أوليغ سينتسوف، التي وصفتها منظمة العفو الدولية بأنها «محاكمة في العهد الستاليني»،  إغلاق مكتبة أوكرانية في موسكو ومقاضاة موظفي المكتبة،  وحظر المنظمات الأوكرانية في روسيا، مثل المؤتمر العالمي الأوكراني.
خلال الغزو الروسي لأوكرانيا عام 2022، وصل ما يقدر بنحو 2.8 مليون أوكراني إلى روسيا اعتبارًا من أيلول عام 2022؛  صرح مكتب الأمم المتحدة لحقوق الإنسان: «كانت هناك مزاعم ذات مصداقية عن عمليات نقل قسري لأطفال غير مصحوبين بذويهم إلى الأراضي التي تحتلها روسيا، أو إلى روسيا الاتحادية نفسها».

### المشاعر المعادية لأوكرانيا
يمثل الأوكرانيون في الاتحاد الروسي ثالث أكبر مجموعة عرقية بعد الروس والتتار. على الرغم من ارتفاع أعدادهم نسبيًا، يشكو بعض الأوكرانيين في روسيا[متى؟] المعاملة غير العادلة والمشاعر المعادية لأوكرانيا في الاتحاد الروسي. في تشرين الثاني 2010، ألغت المحكمة العليا لروسيا تسجيل واحدة من أكبر المجتمعات المدنية للأقلية الأوكرانية، وهي «الاستقلال الذاتي القومي والثقافي للأوكرانيين في روسيا» (FNCAUR).

### تغيرات في اعداد الأوكران في روسيا
خلال التسعينيات، انخفض عدد السكان الأوكرانيين في روسيا بشكل ملحوظ بسبب عدد من العوامل. كان أهمها هو الانخفاض العام في عدد السكان في روسيا. في الوقت نفسه، انتقل العديد من المهاجرين الاقتصاديين من أوكرانيا إلى روسيا للحصول على وظائف ومهن ذات أجر أفضل. تشير التقديرات إلى أن هناك ما يصل إلى 300000  مهاجر مسجل قانونيًا. هناك مشاعر سلبية تجاه الجزء الأكبر من المهاجرين من القوقاز وآسيا الوسطى، حيث يثق السكان الروس نسبيًا في الأوكرانيين. كما كان الاستيعاب عاملاً في انخفاض عدد الأوكرانيين؛ العديد من التزاوج المختلط مع الروس، بسبب أوجه التشابه الثقافي، ويتم احتساب أطفالهم على أنهم روس في التعداد. خلاف ذلك، ظل السكان الأوكرانيون مستقرين في الغالب بسبب الهجرة من أوكرانيا.

## الأوكرانيون البارزون في روسيا

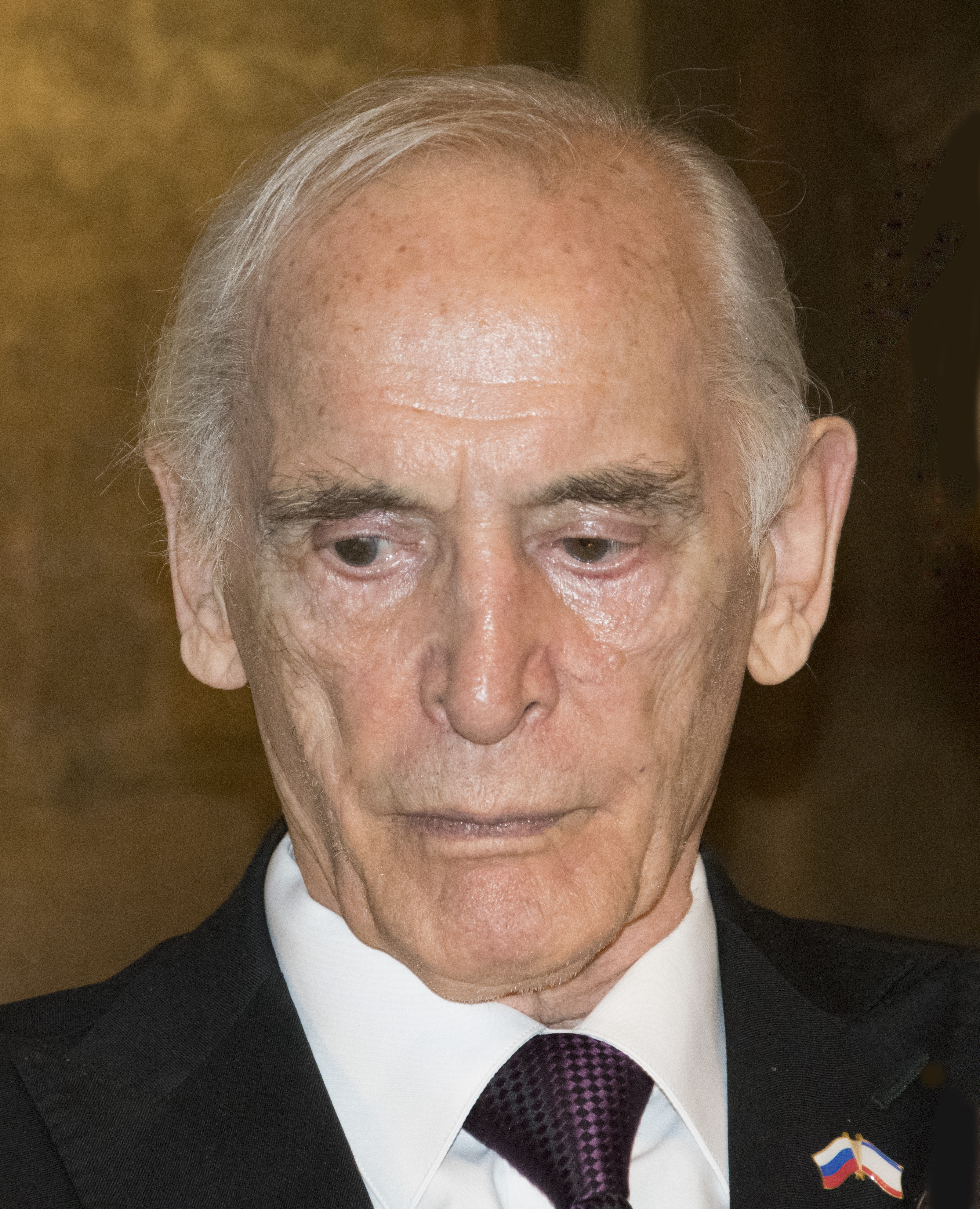
فاسيلي لانوفوي

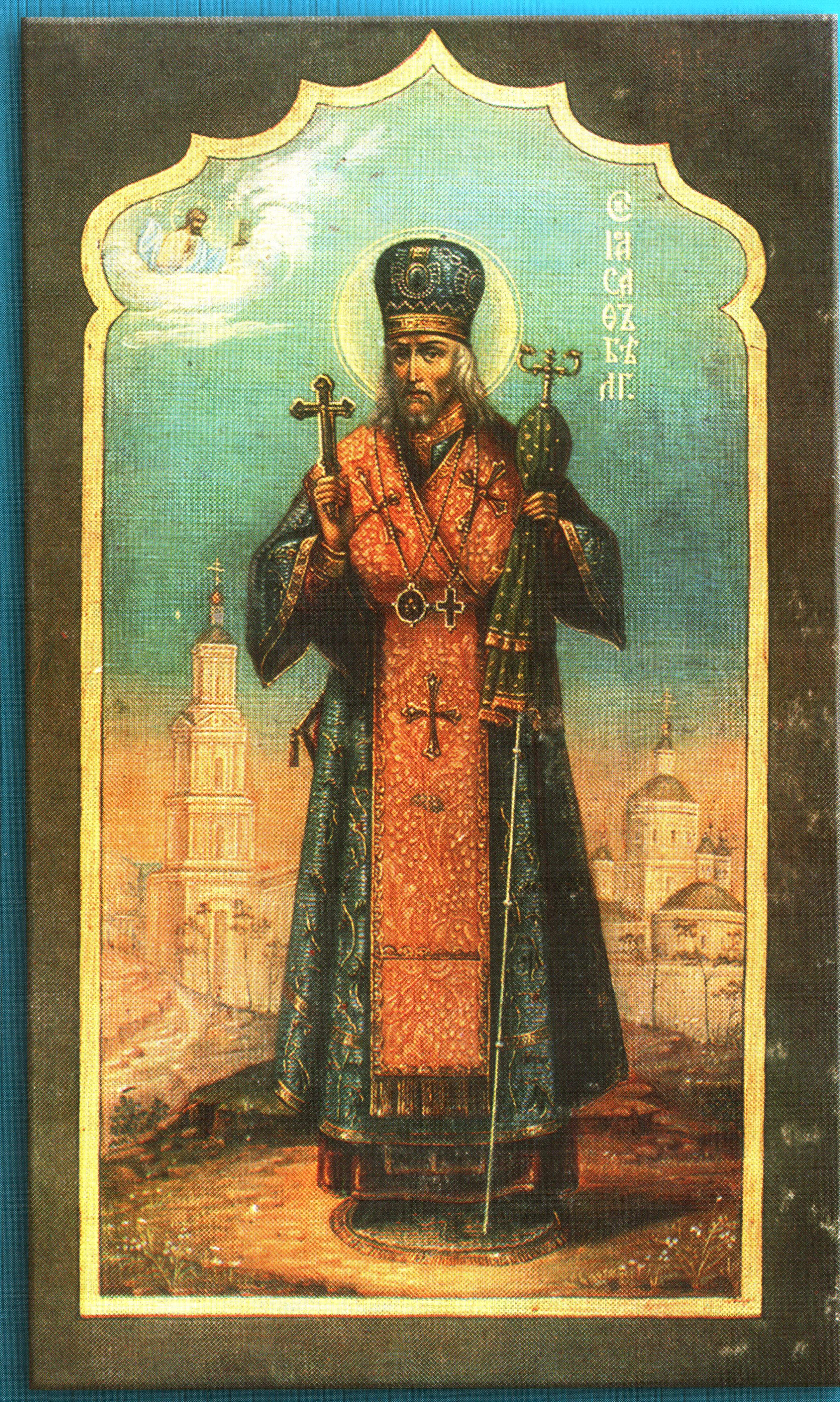
يواساف من بيلغورود

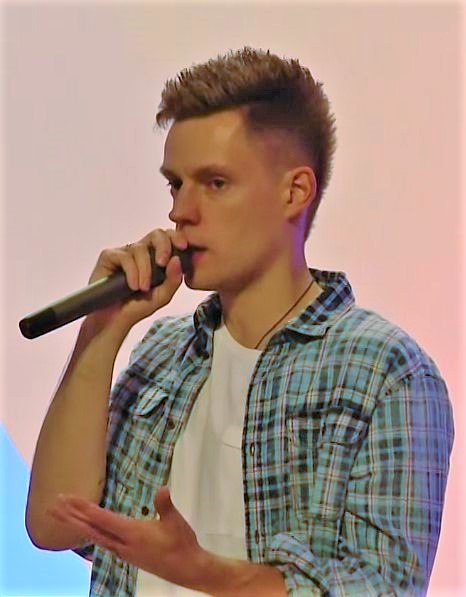
يوري دود

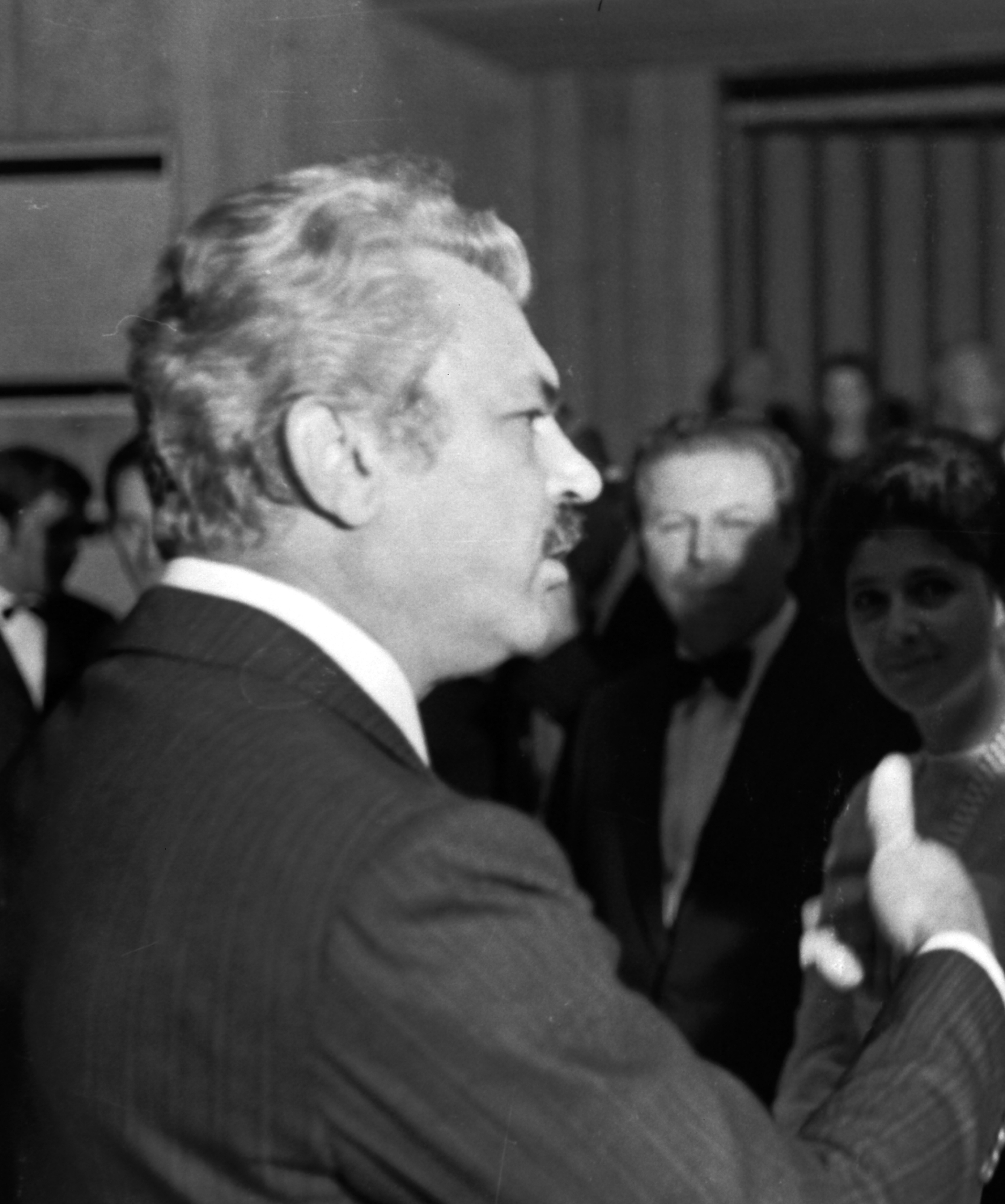
جائزة الأوسكار - الحائز على جائزة المخرج السوفيتي سيرجي بوندارتشوك

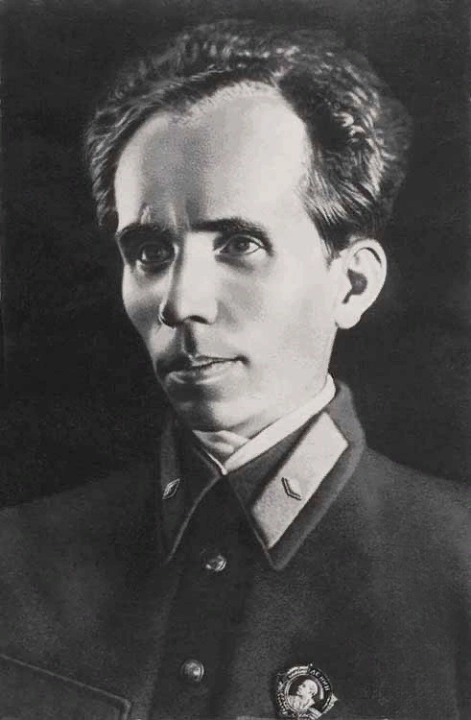
نيكولاي أوستروفسكي

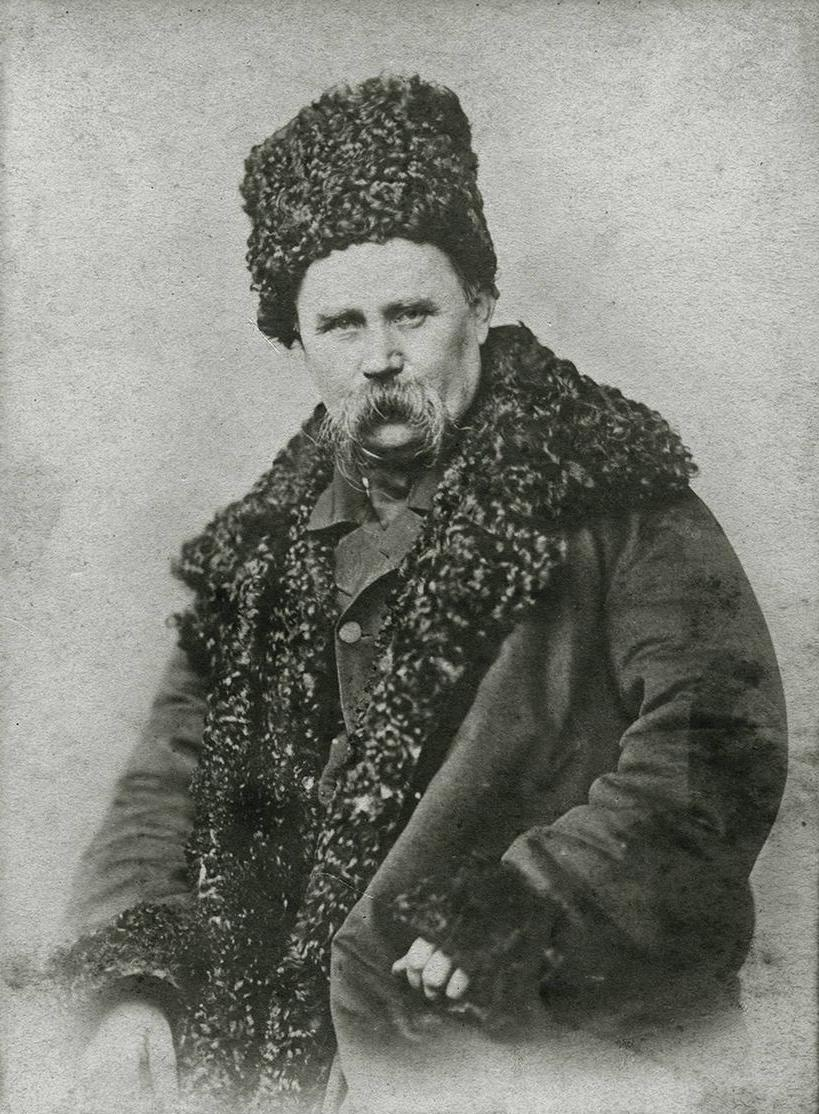
تاراس شيفتشينكو

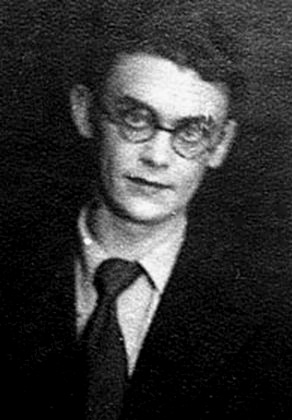
ليونيد جيداي

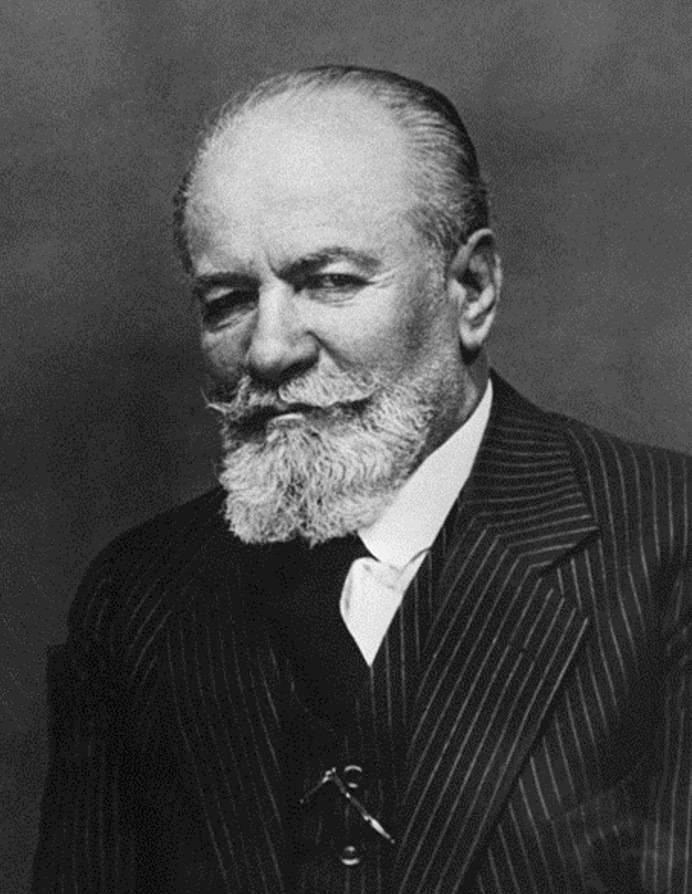
فلاديمير نيميروفيتش دانتشينكو

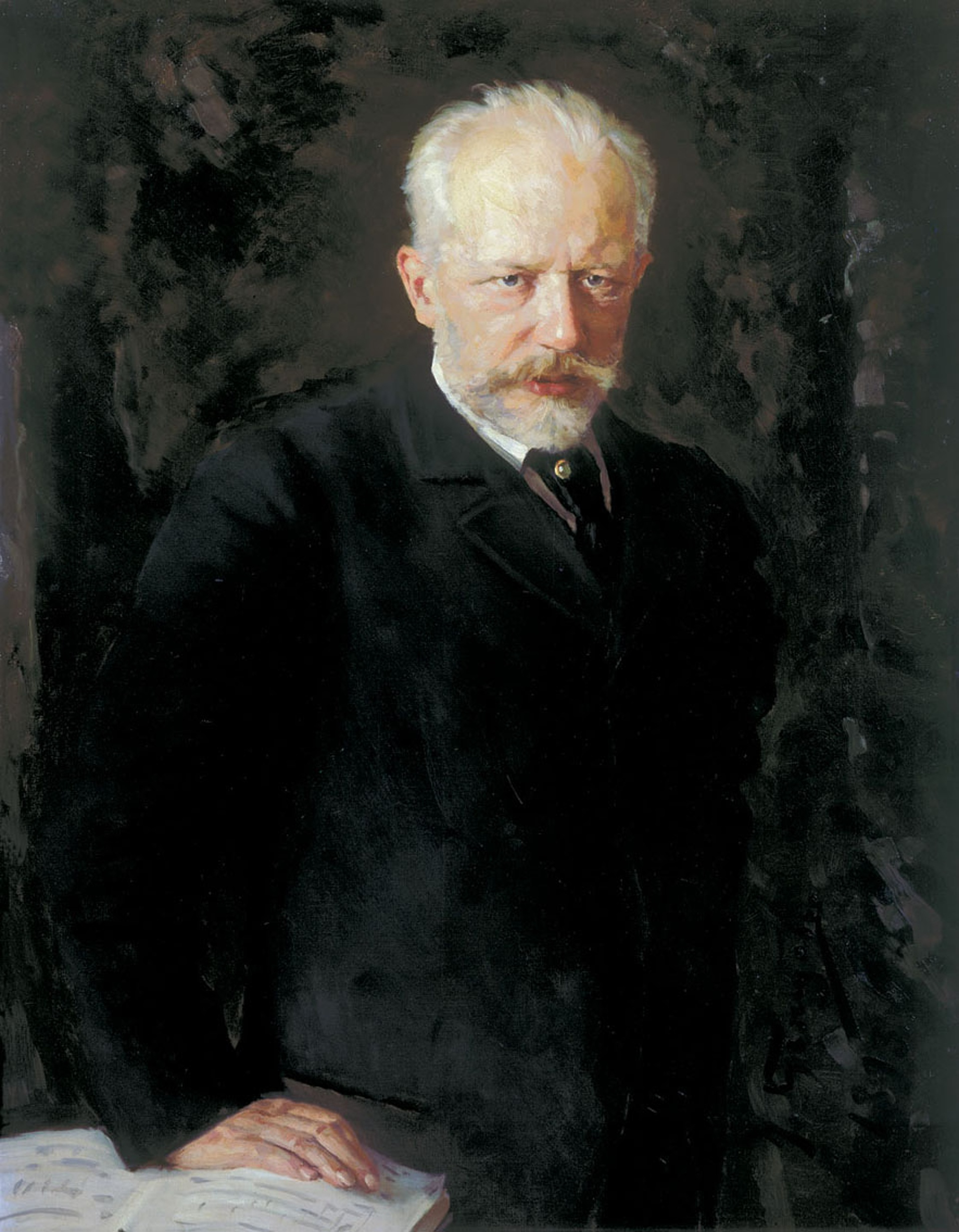
بيوتر إليتش تشايكوفسكي

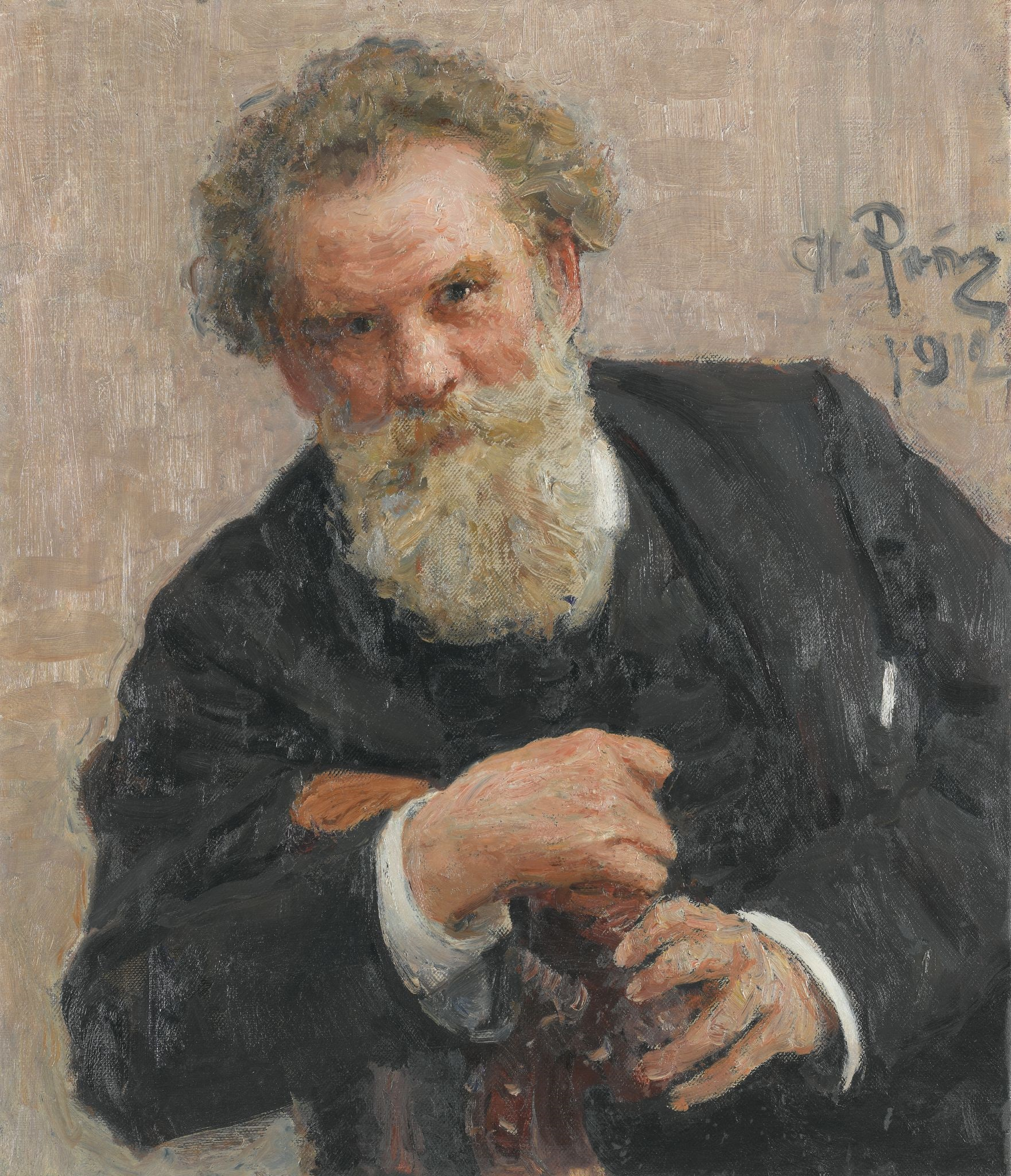
فلاديمير كورولينكو

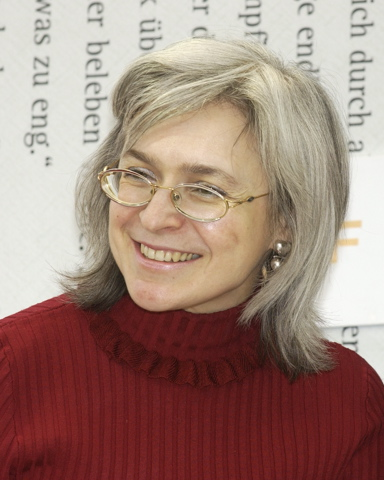
آنا بوليتكوفسكايا

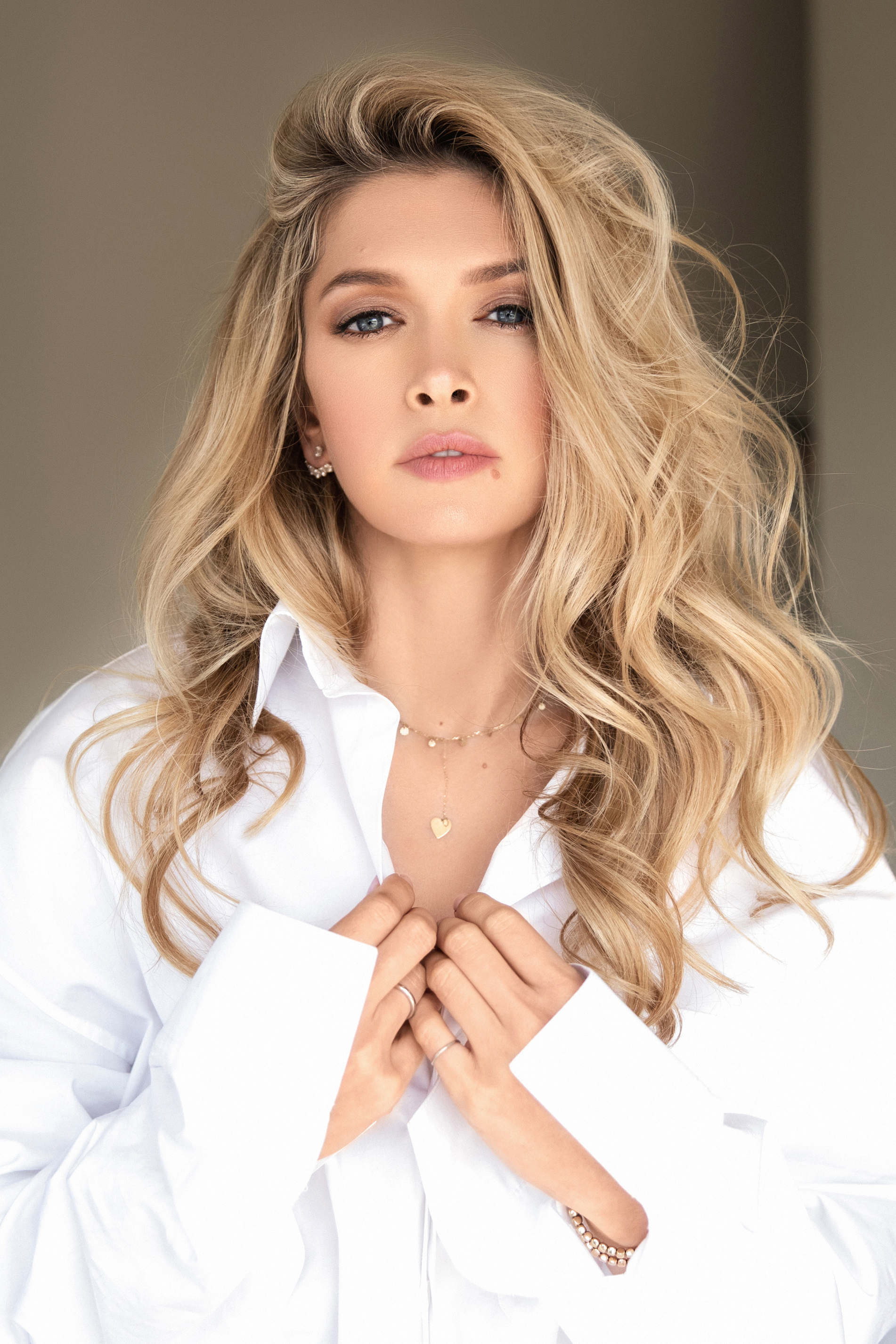
فيرا بريجنيفا

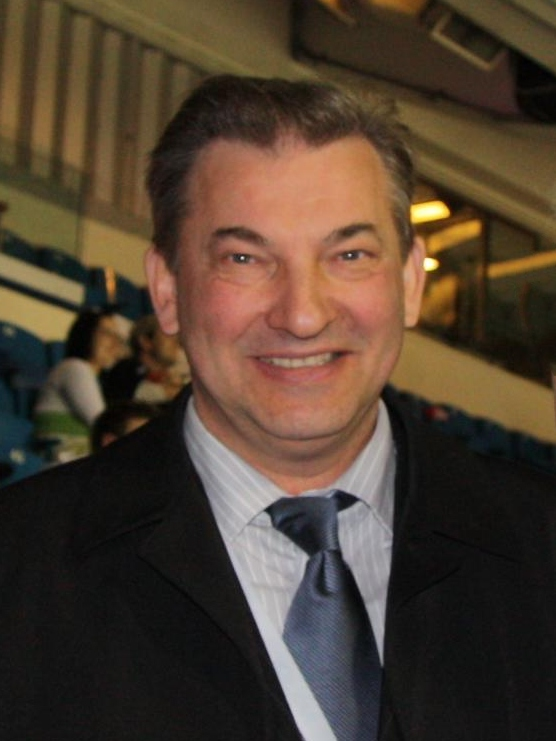
فلاديسلاف تريتياك

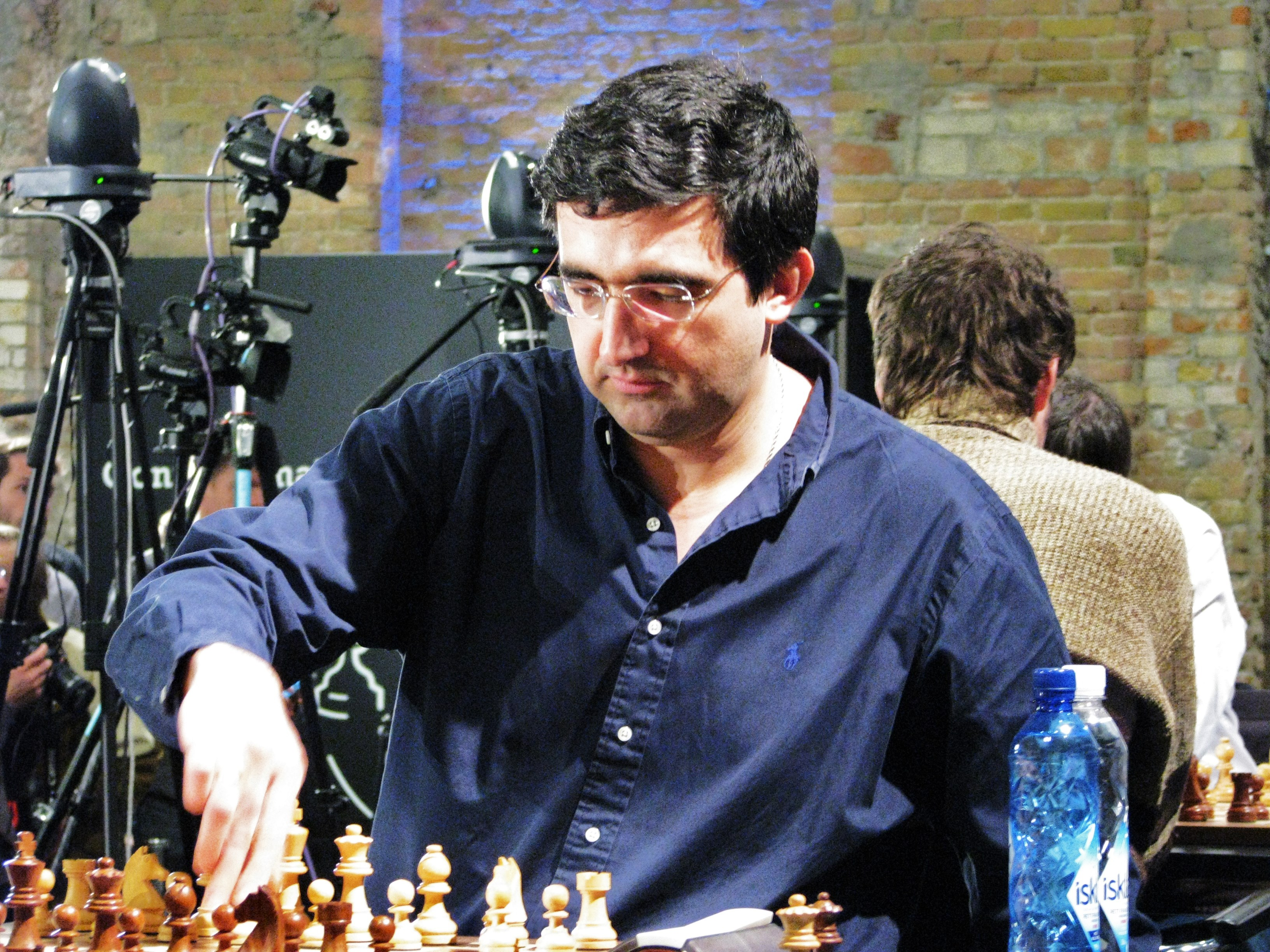
فلاديمير كرامنيك

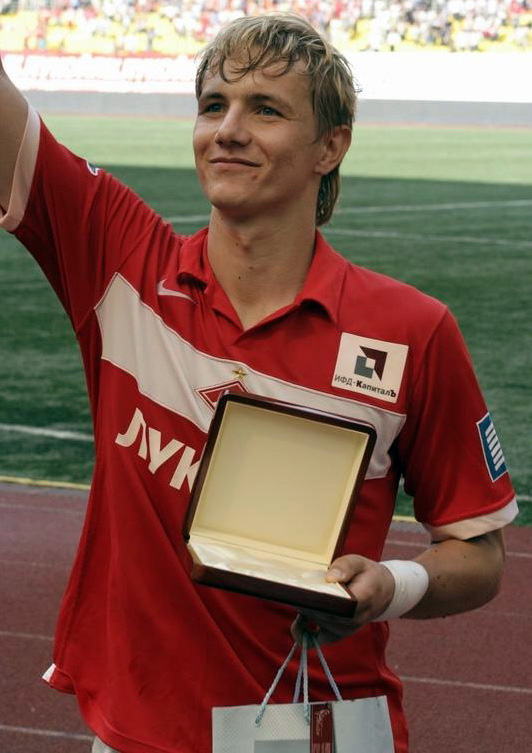
رومان بافليوتشينكو

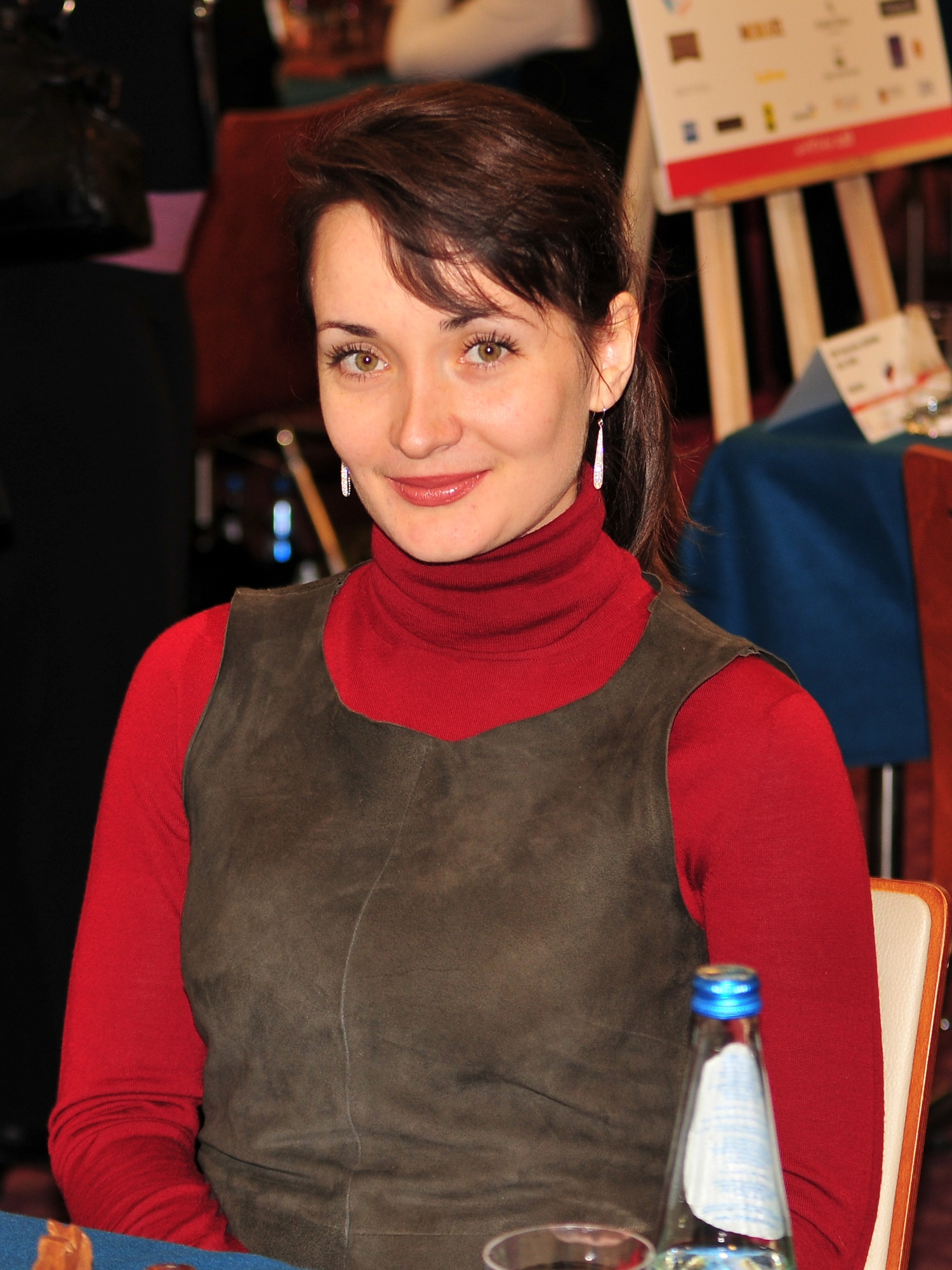
كاترينا لاغنو

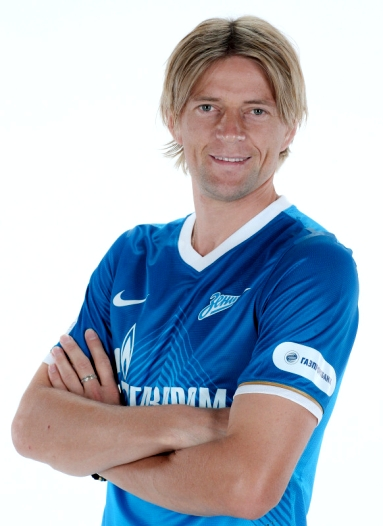
أناتولي تيموشوك

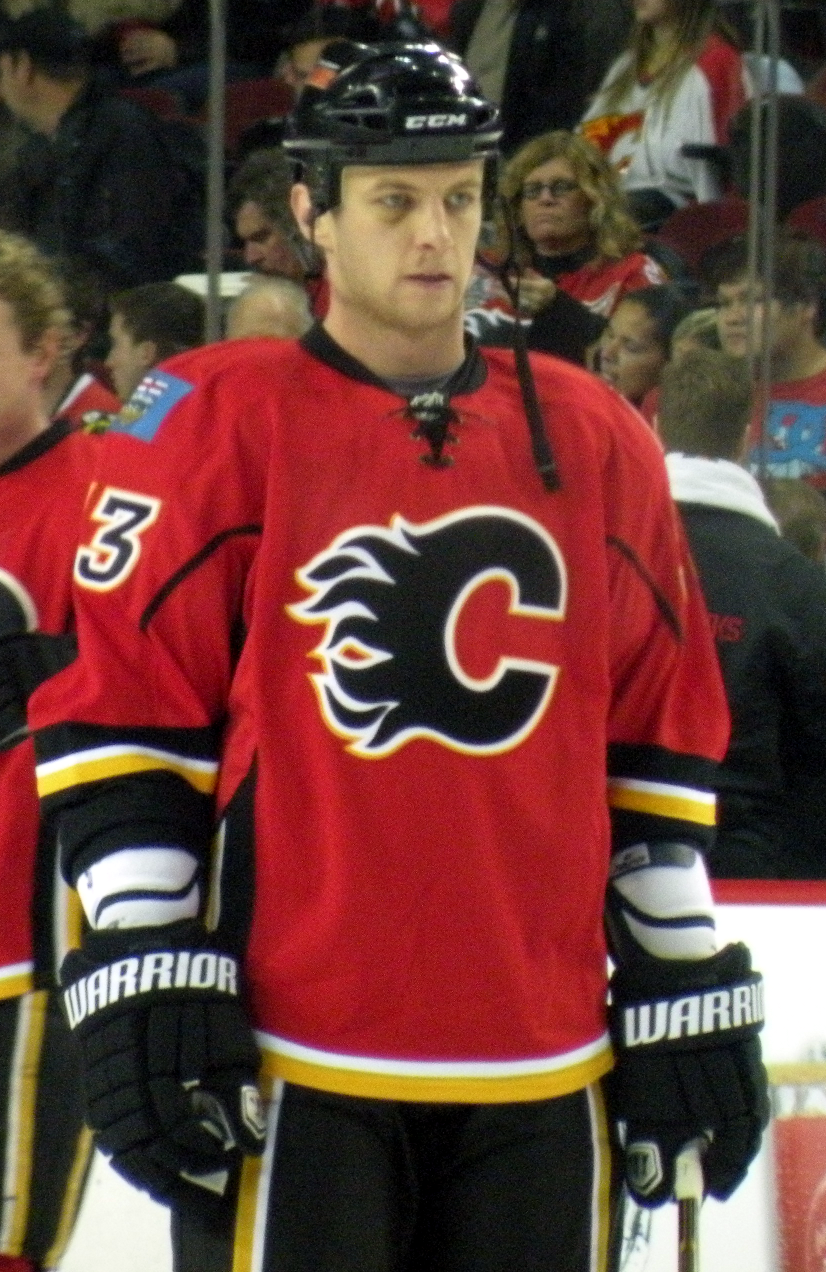
انطون بابشوك

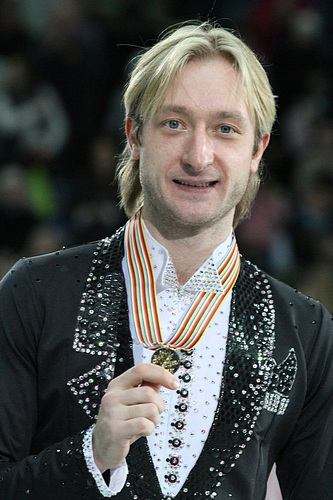
يفجيني بلوشينكو

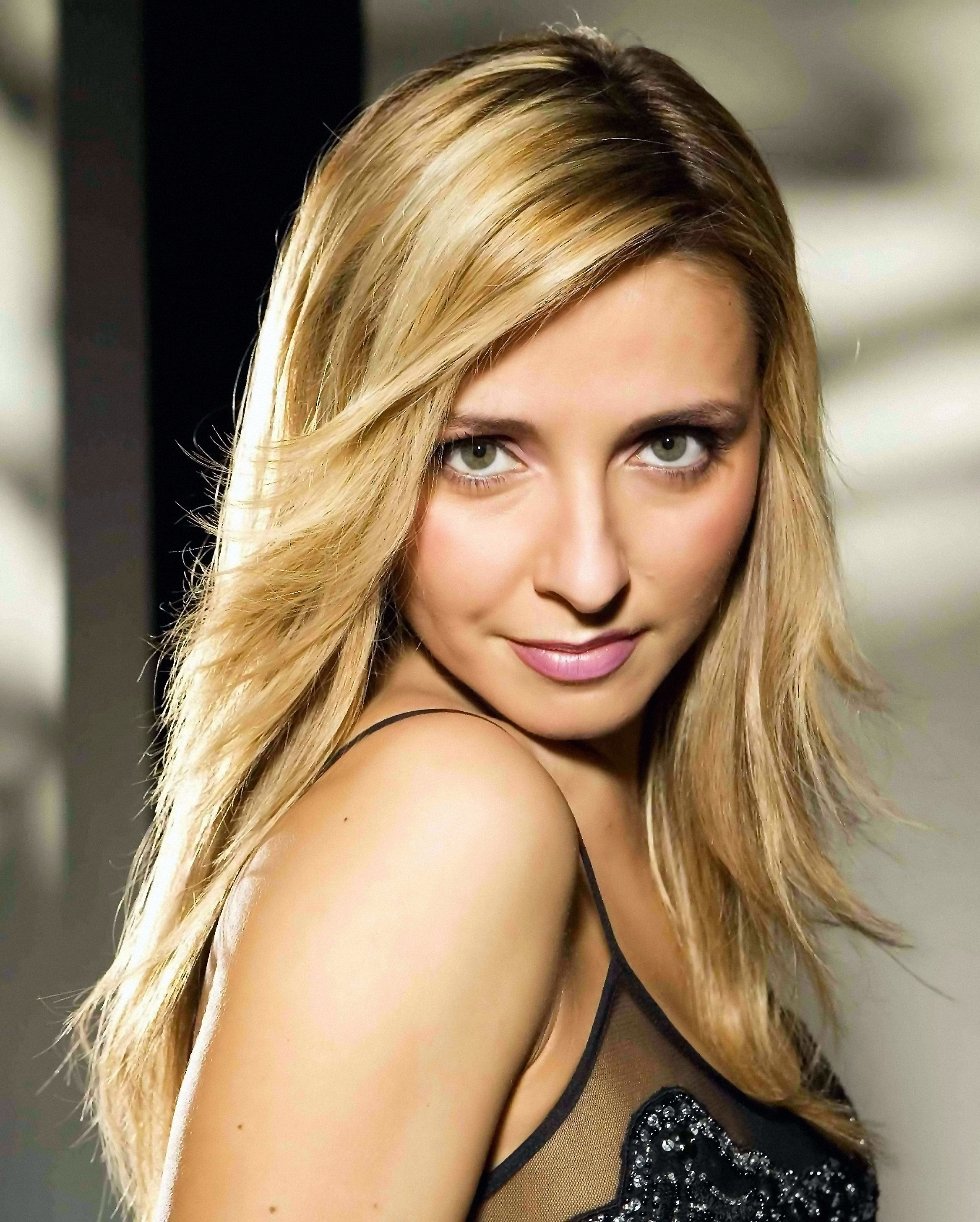
تاتيانا نافكا

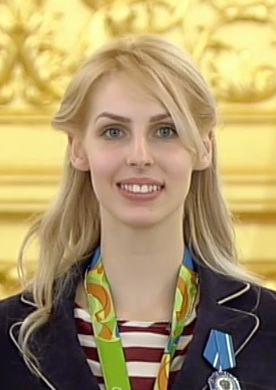
أناستاسيا بليزنيوك

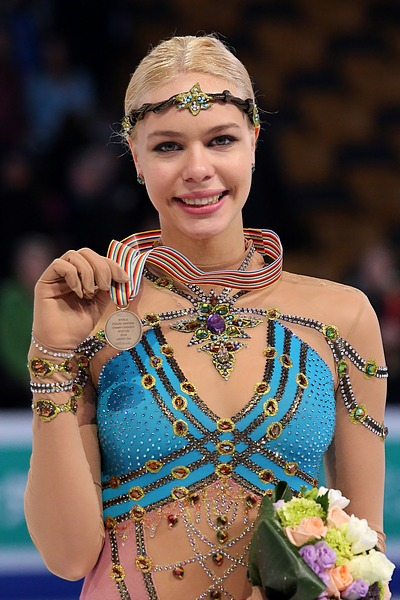
آنا بوجوريلايا

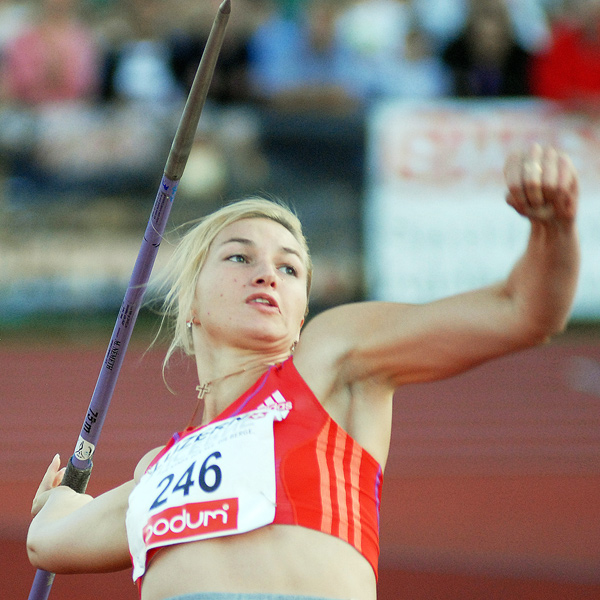
فيرا ريبريك

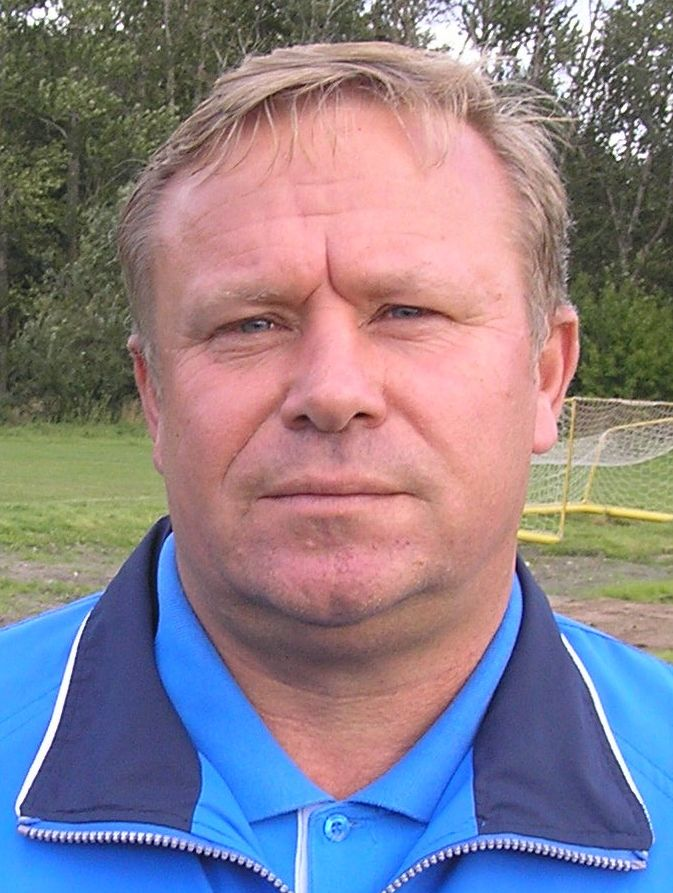
ليونيد تكاتشينكو

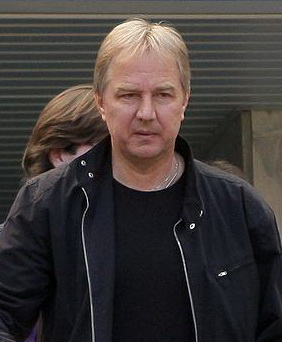
سيرجي شافلو

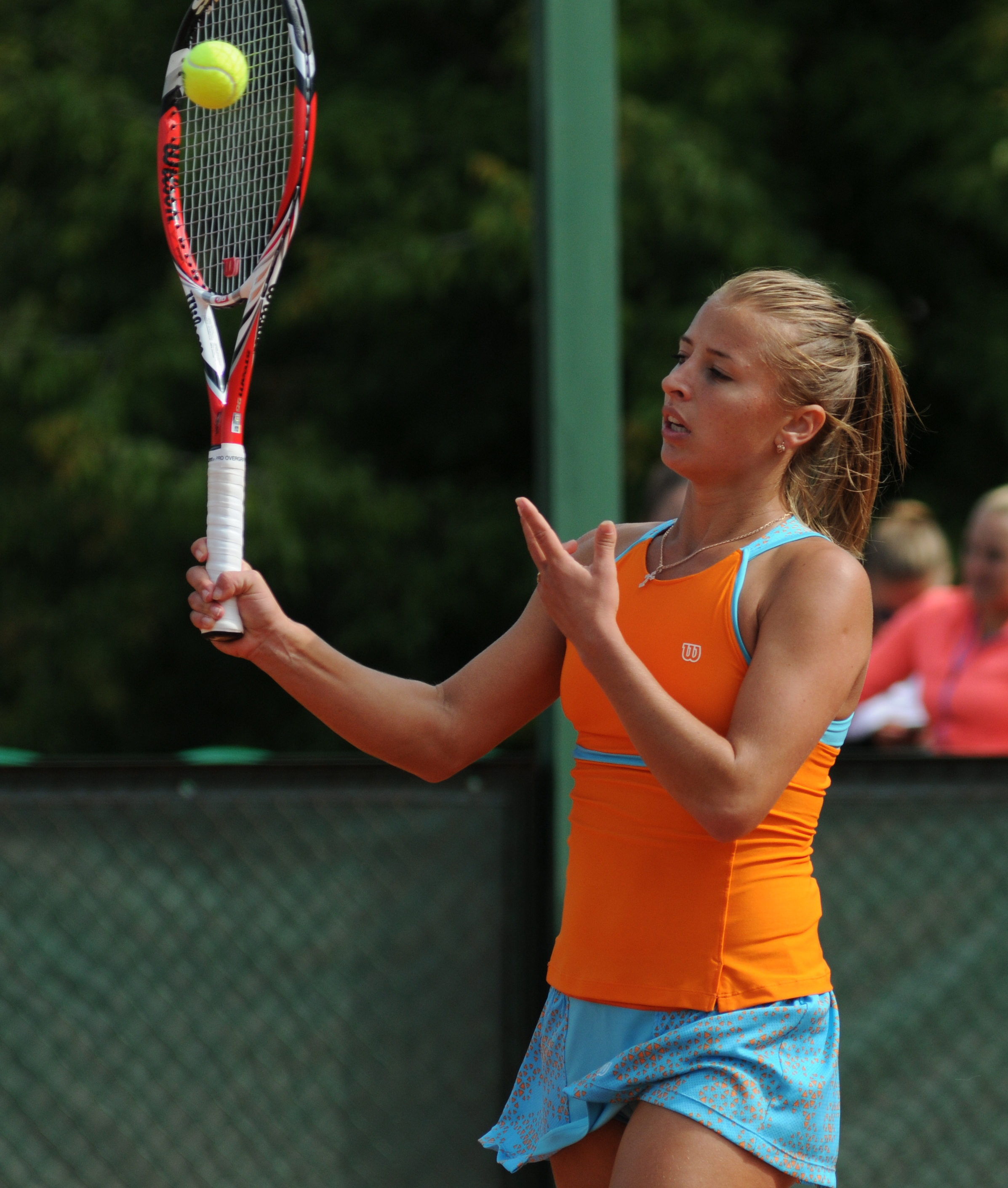
فالنتينا إيفاخنينكو

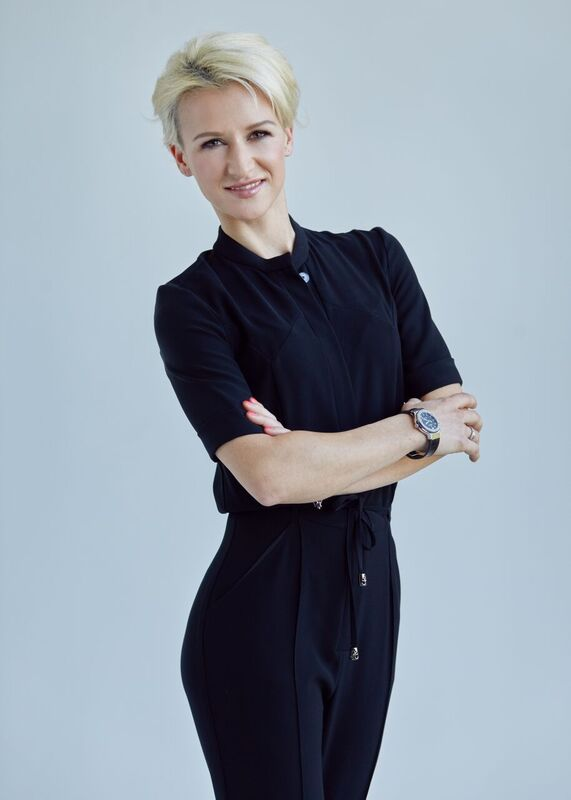
تاتيانا فولوسوزهار

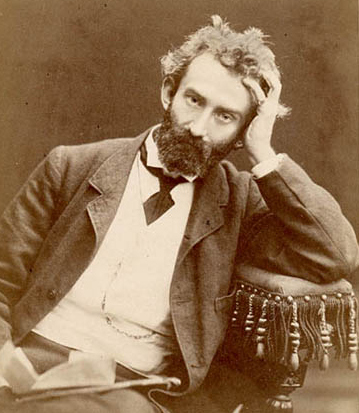
نيكولاس ميكلوهو ماكلاي

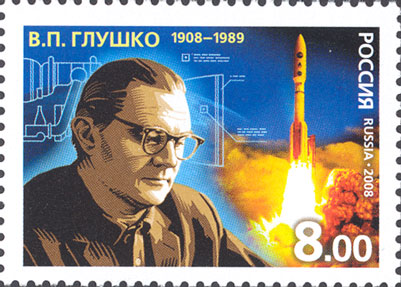
فالنتين جلوشكو

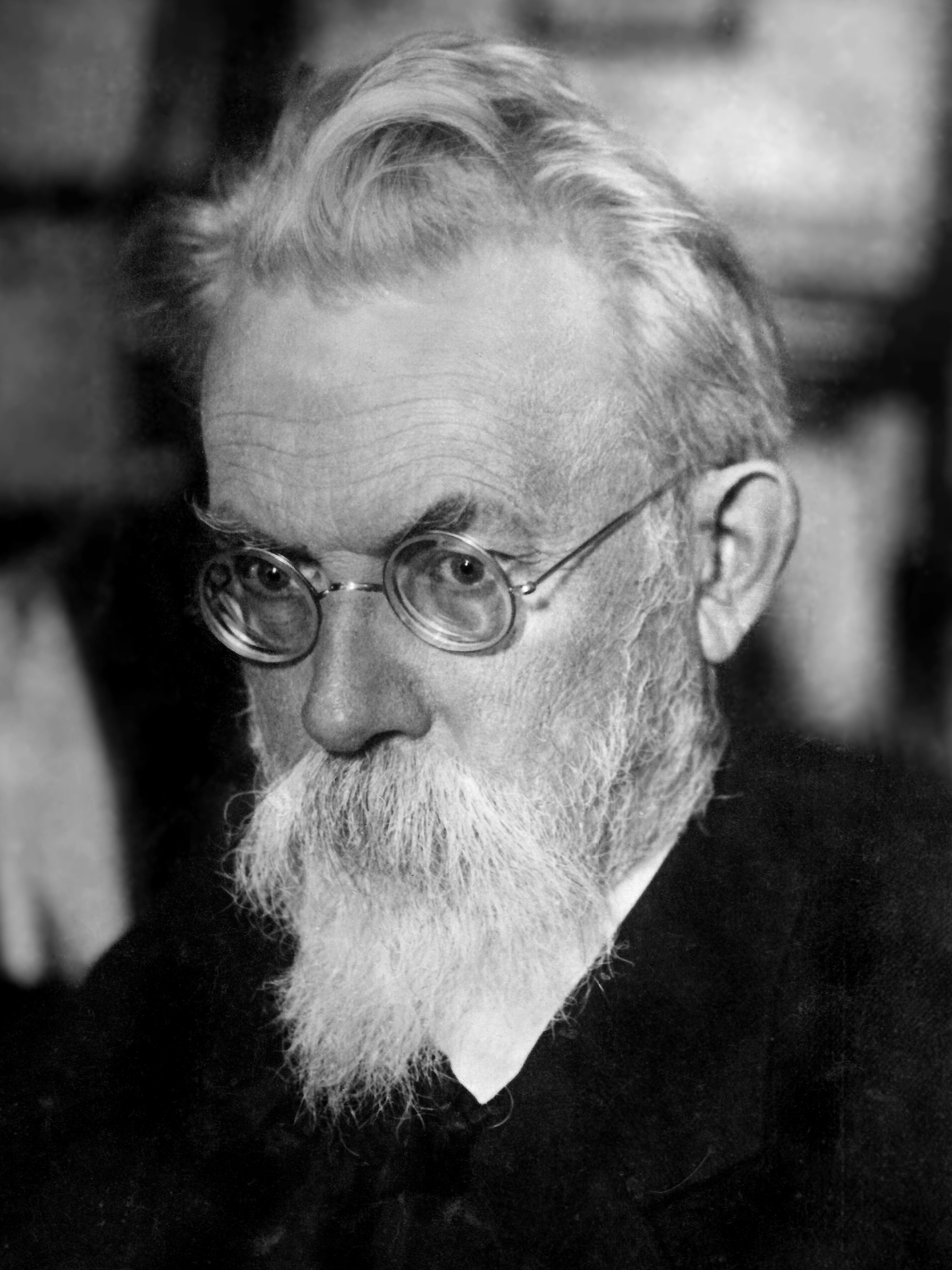
فلاديمير فيرنادسكي

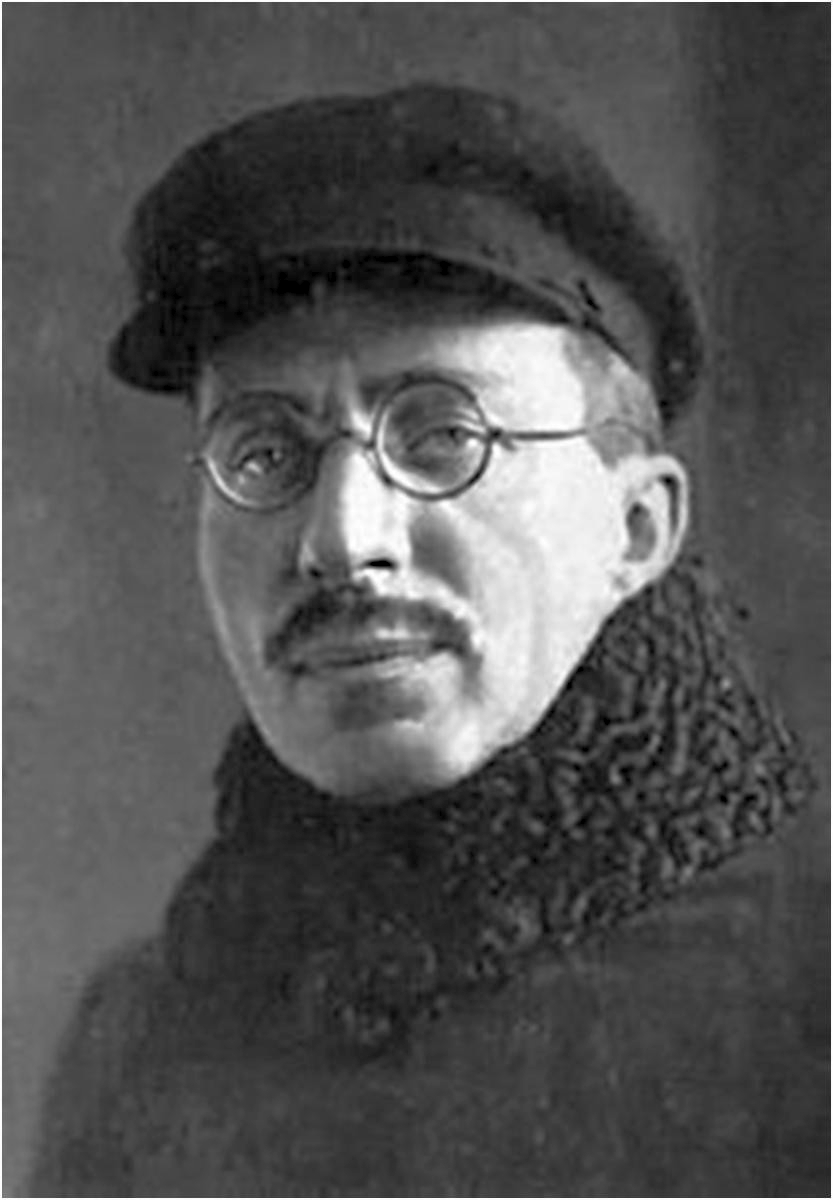
انطون ماكارينكو

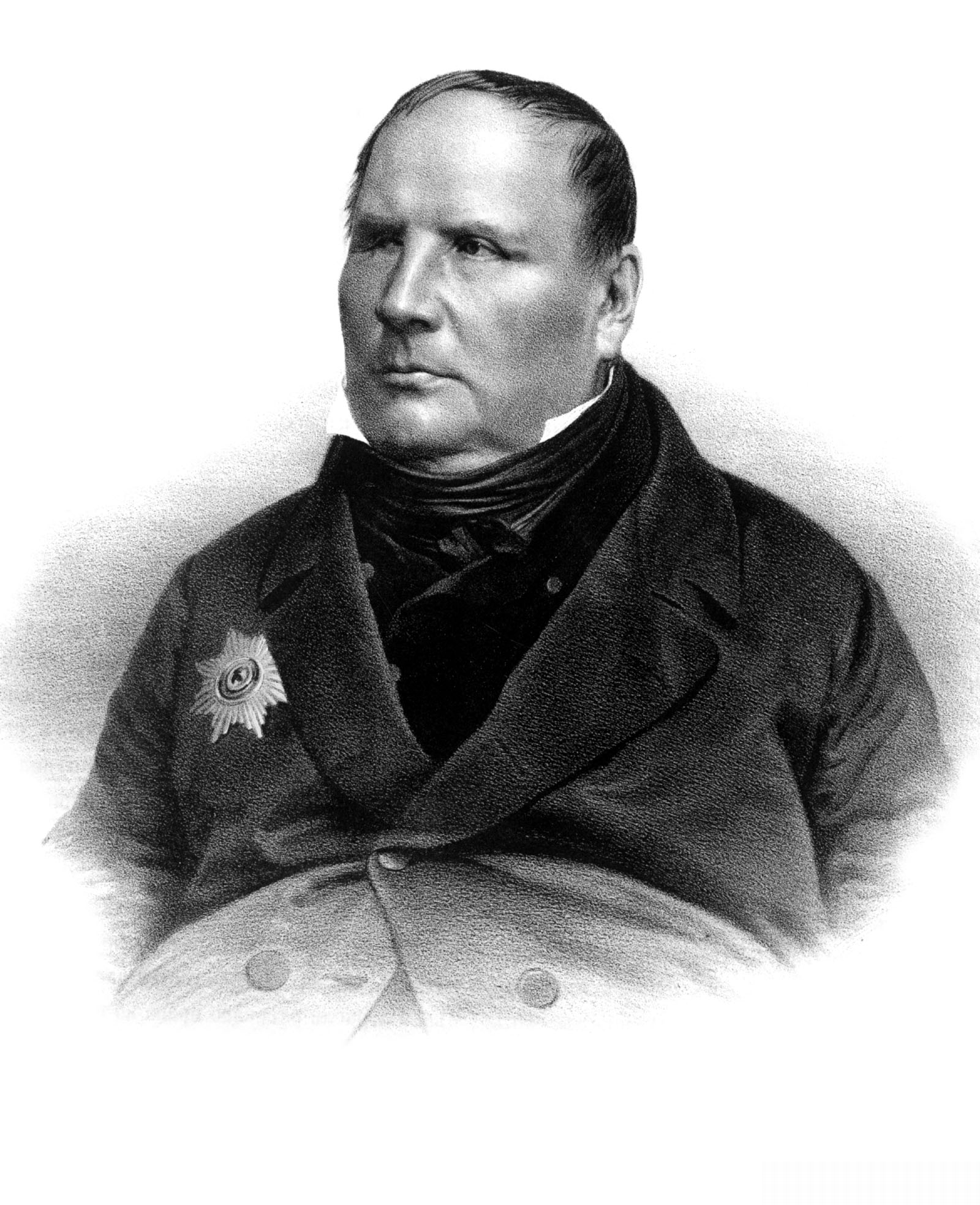
ميخائيل أوستروجرادسكي

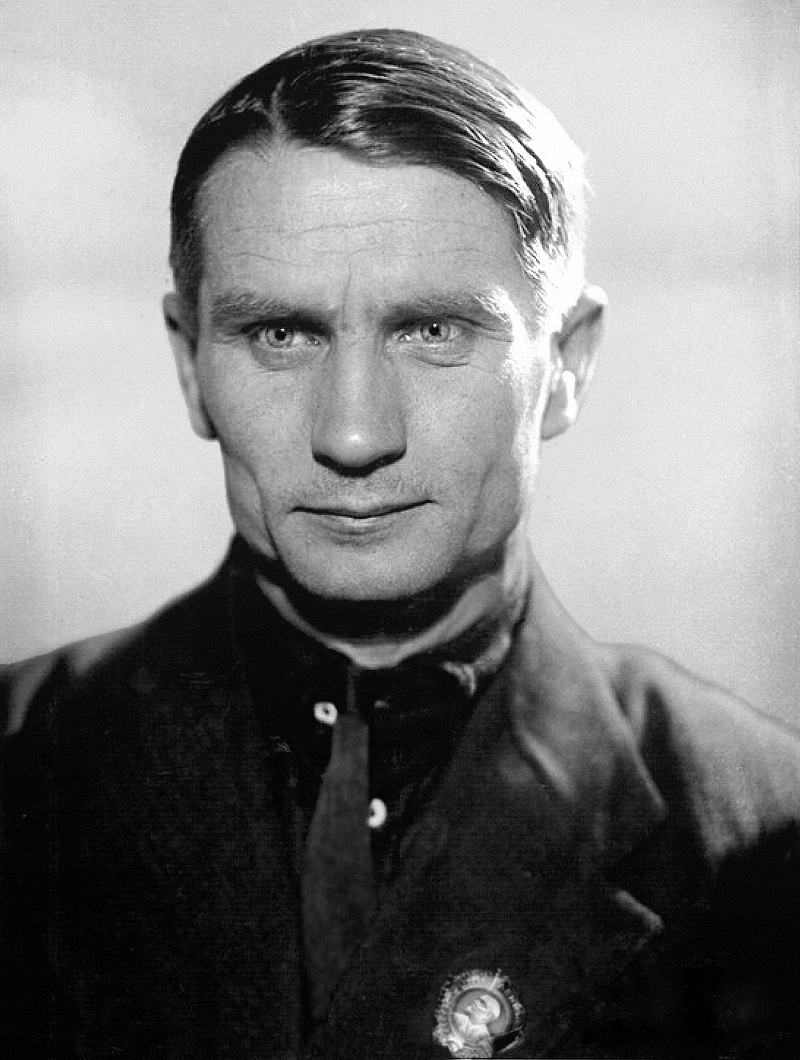
تروفيم ليسينكو

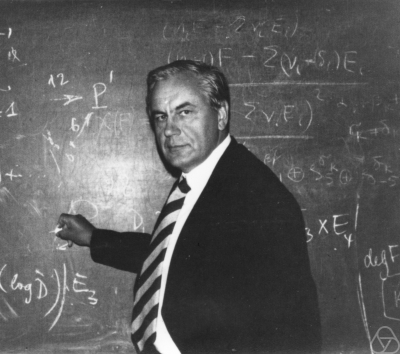
إيغور شافاريفيتش

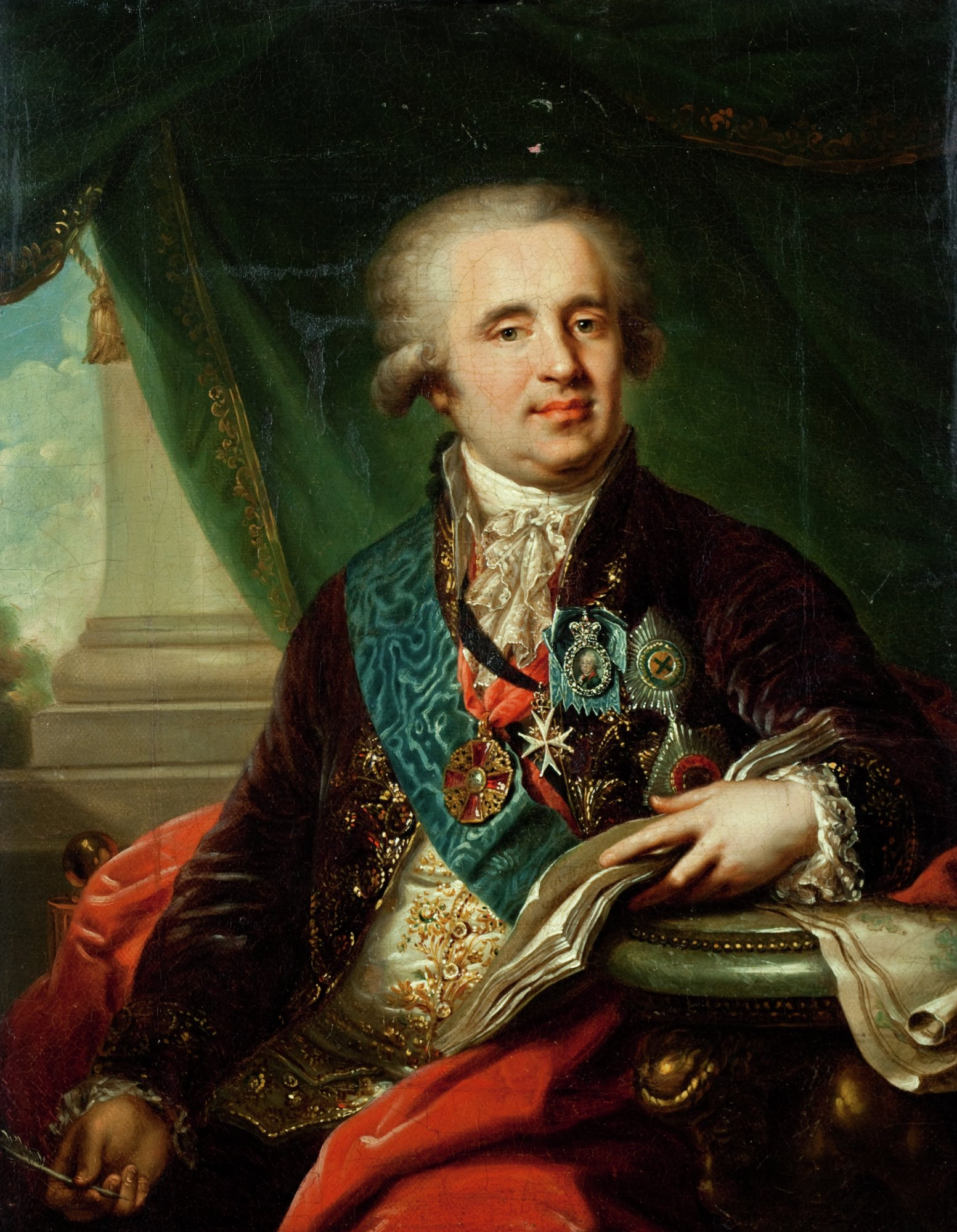
الكسندر بيزبورودكو

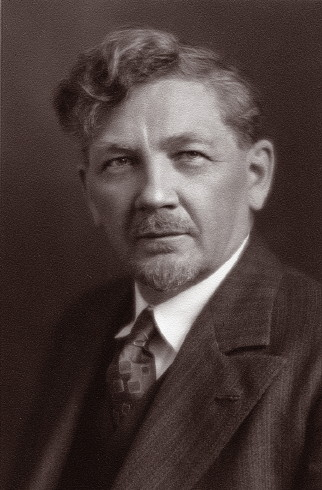
ستيفن تيموشينكو

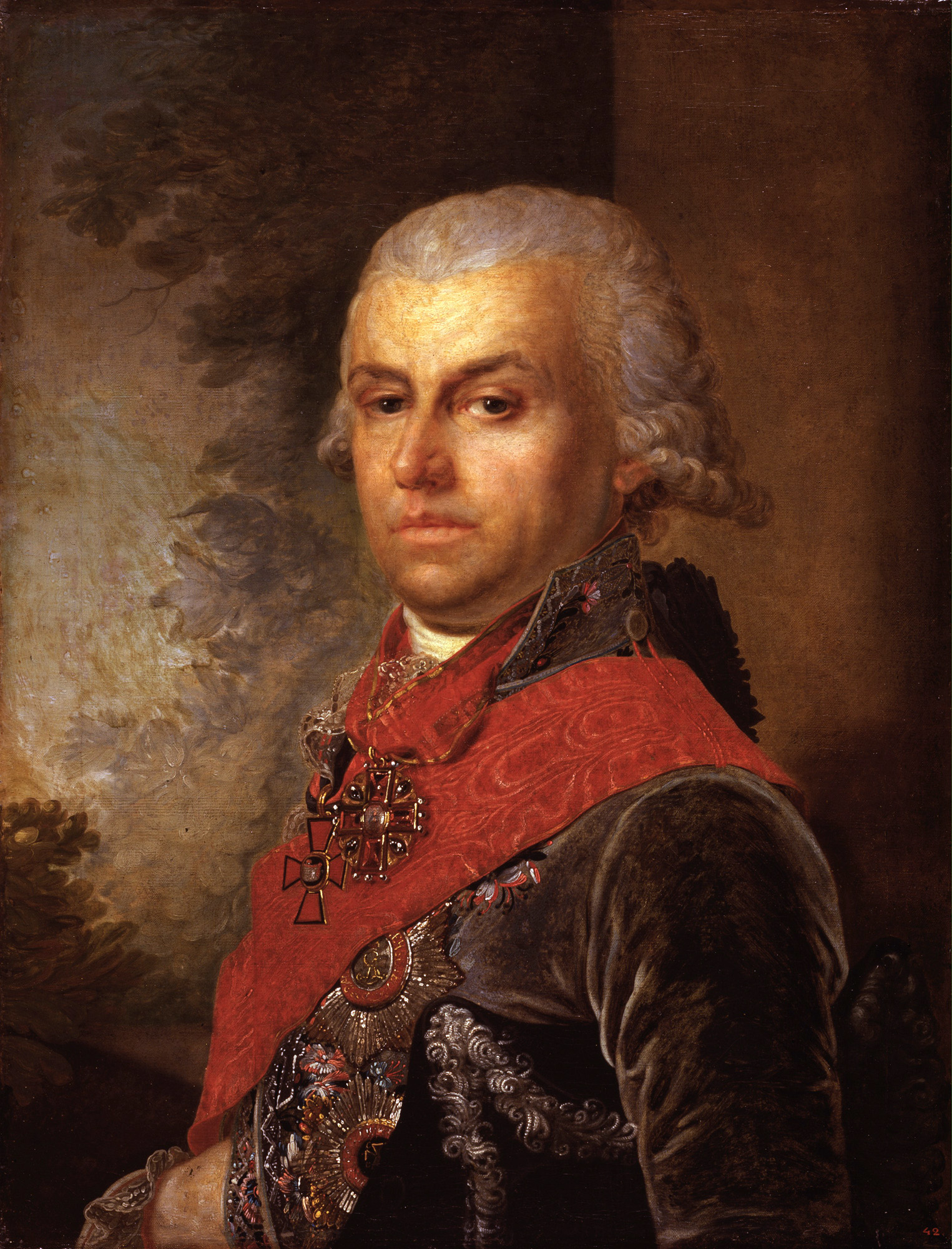
ديمتري تروشينسكي

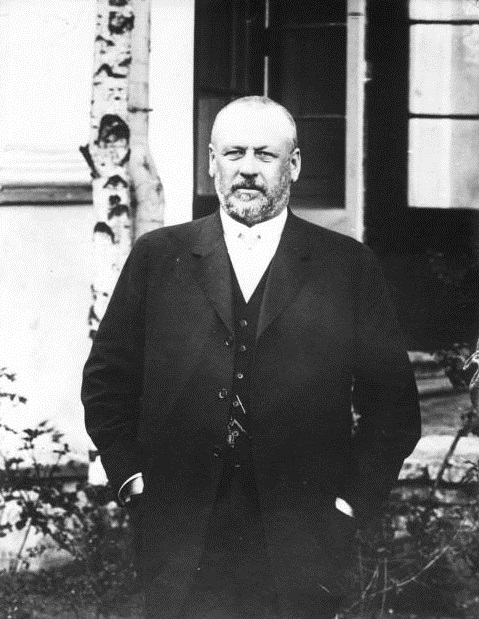
ميخائيل رودزيانكو

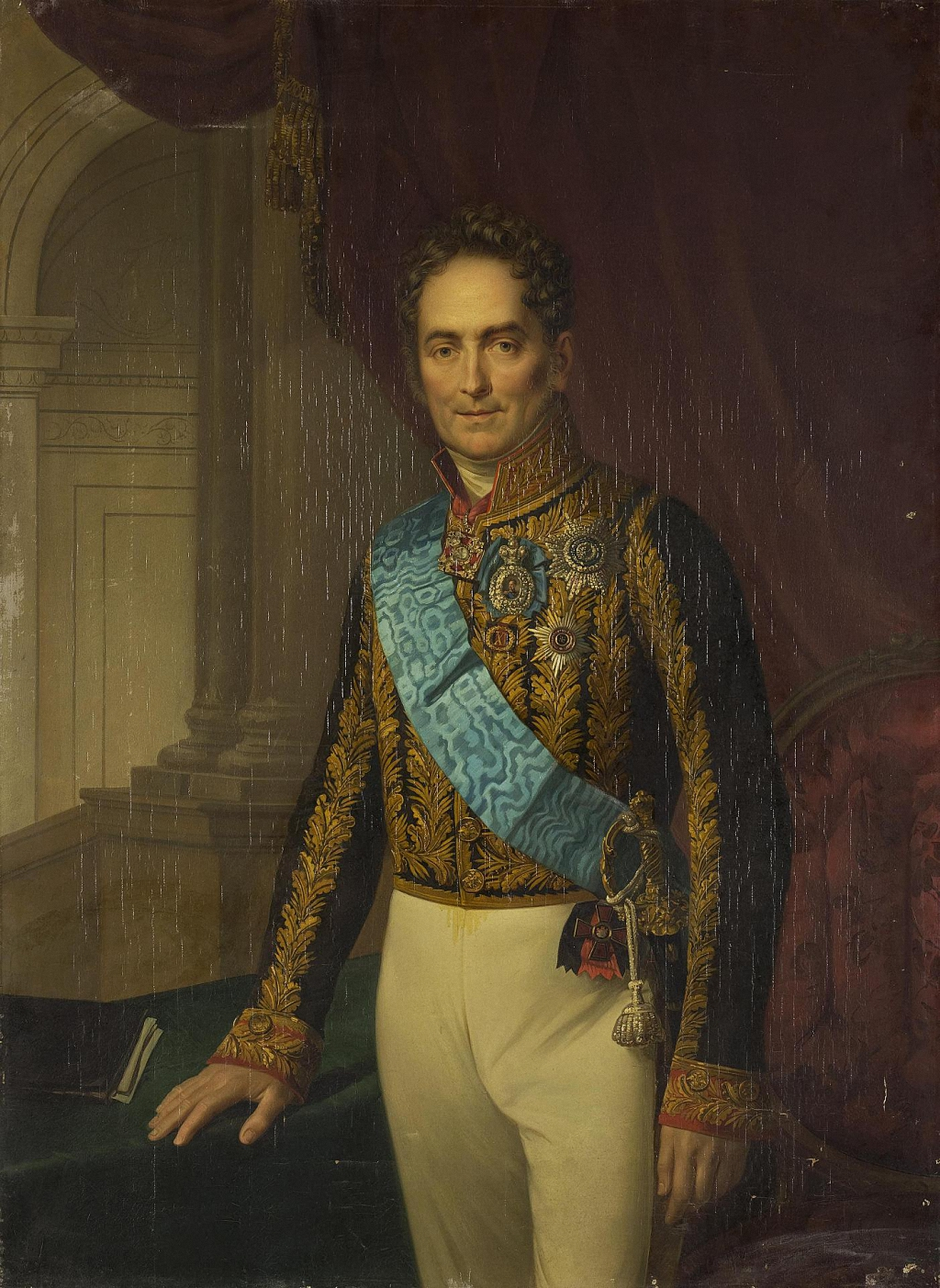
فيكتور كوتشوبي

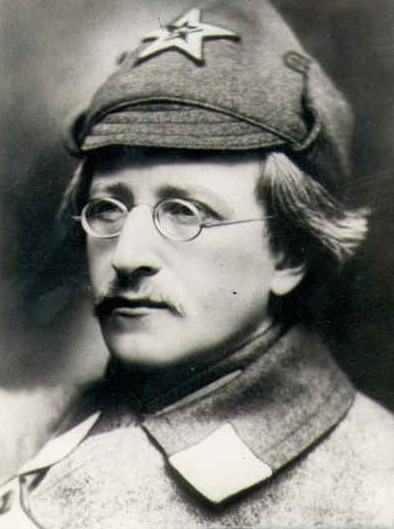
فلاديمير أنتونوف أوفسينكو

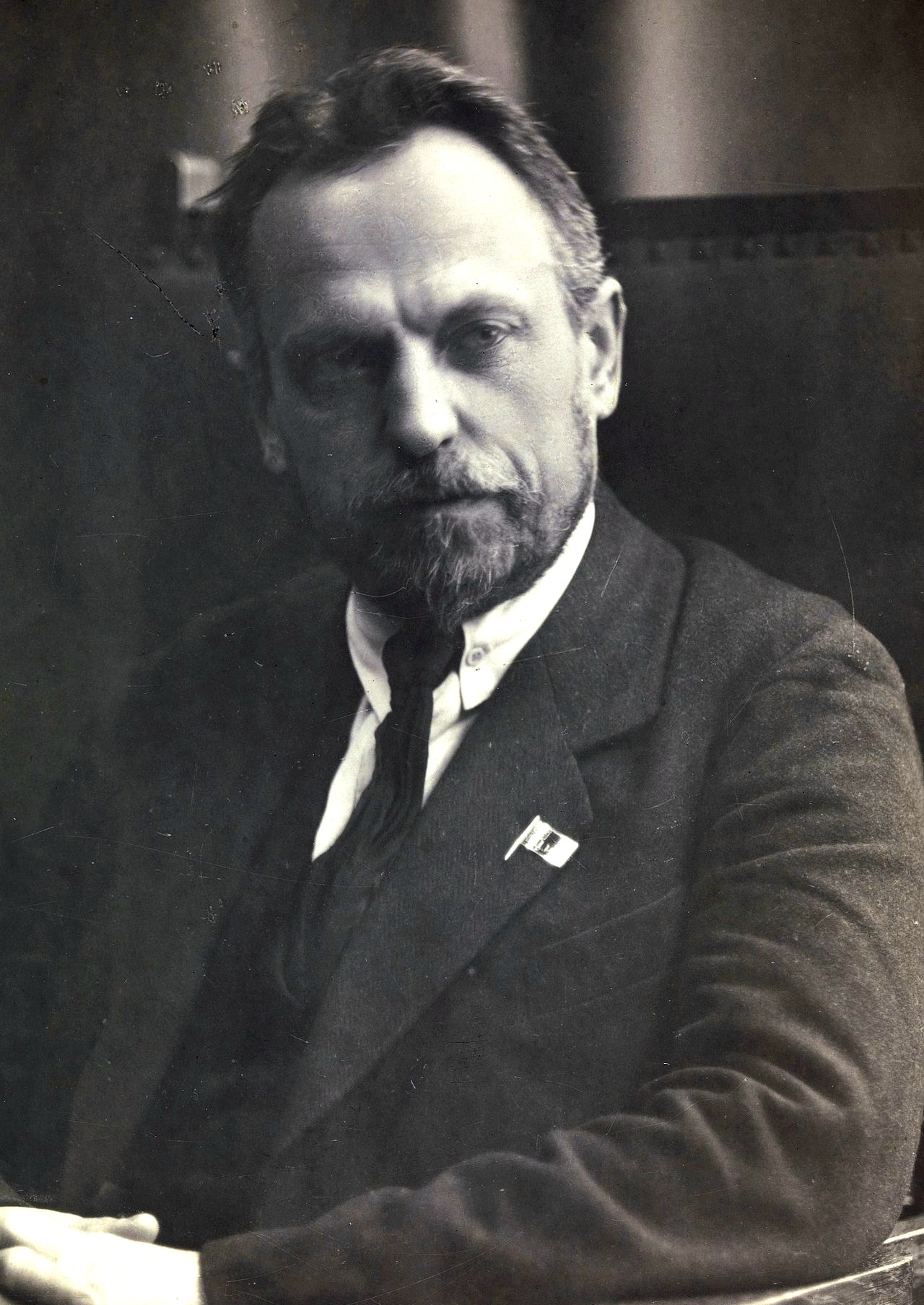
نيكولاي سيماشكو

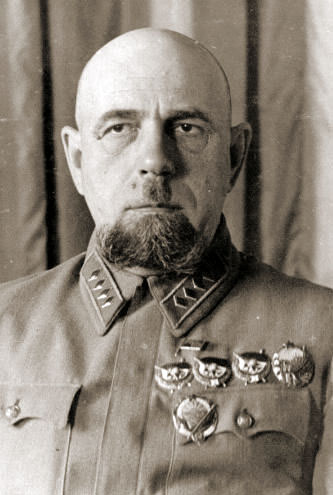
بافيل ديبينكو

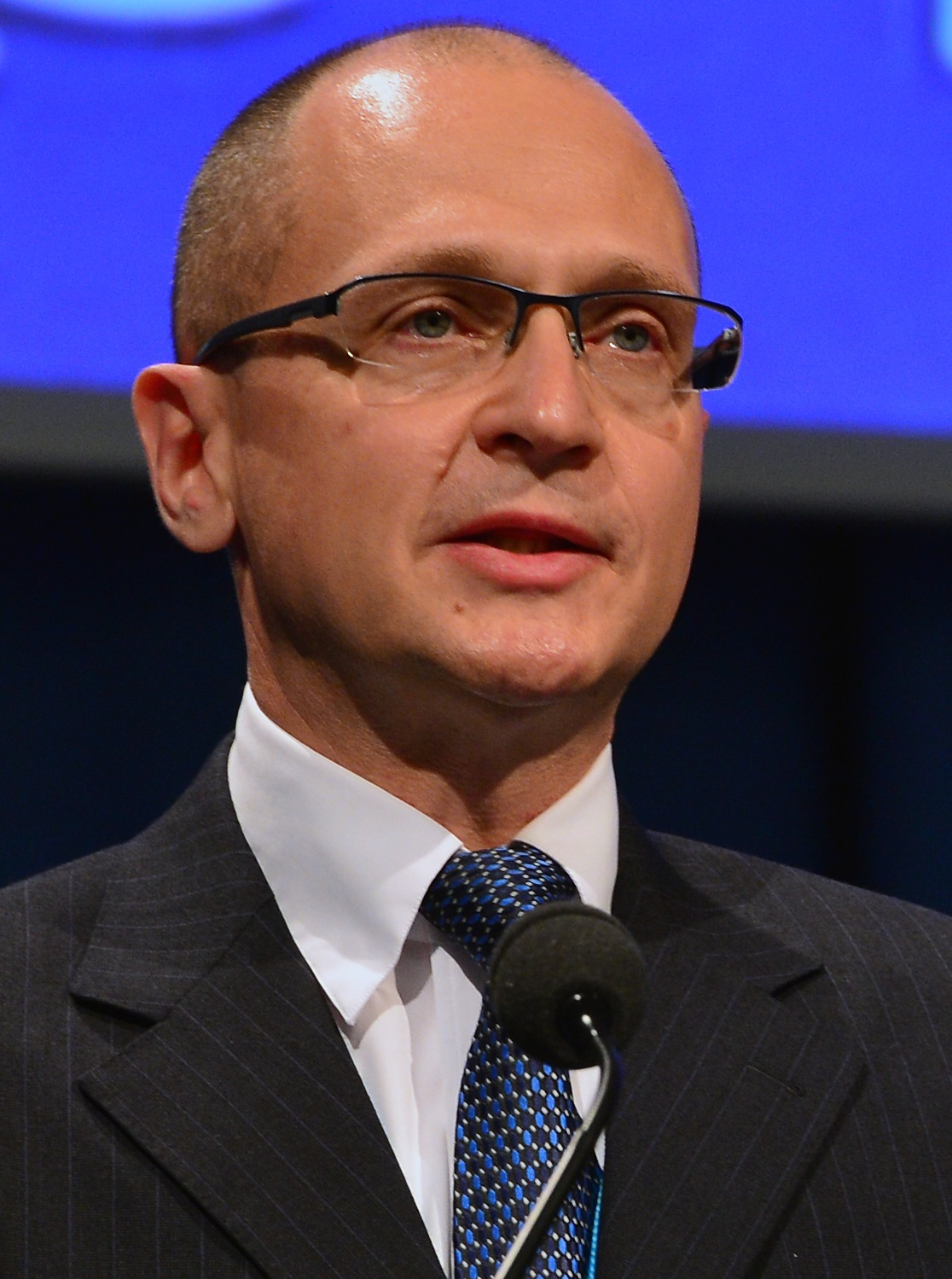
سيرجي كيرينكو

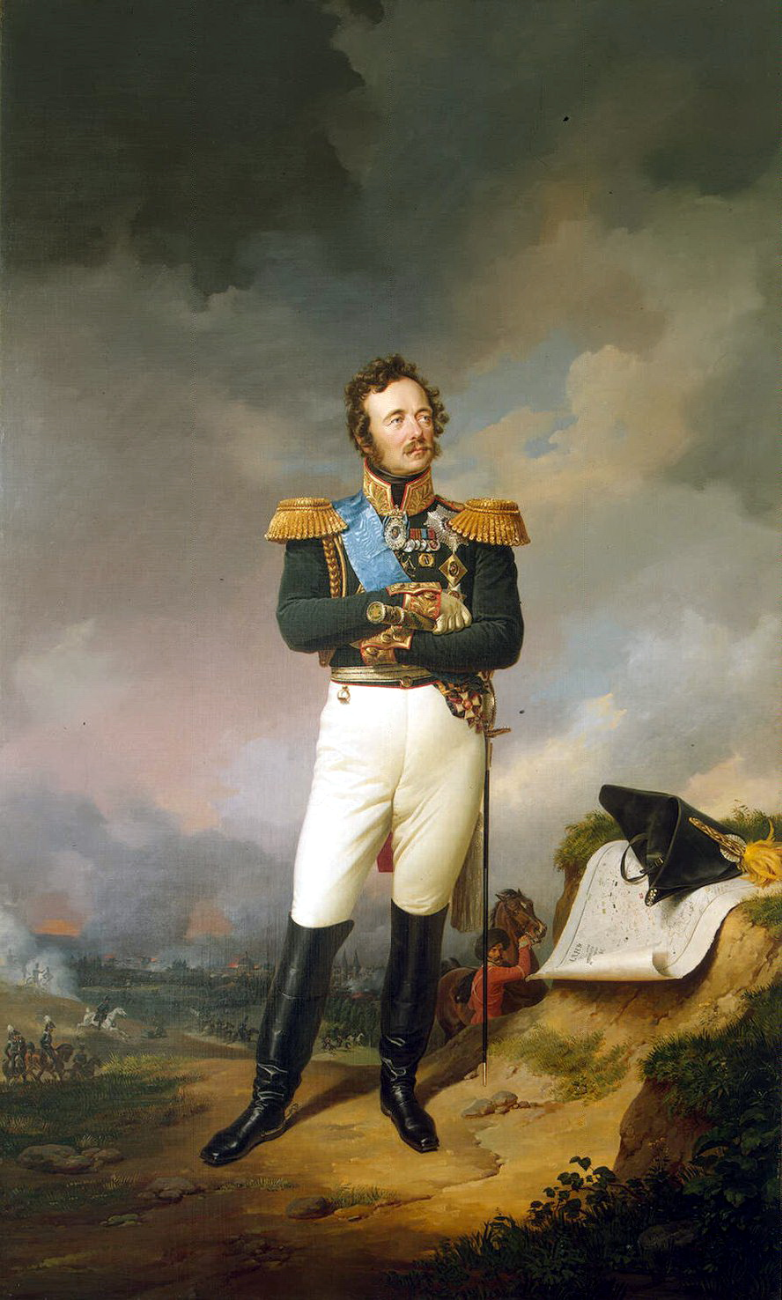
إيفان باسكيفيتش

إيفان كوزيدوب

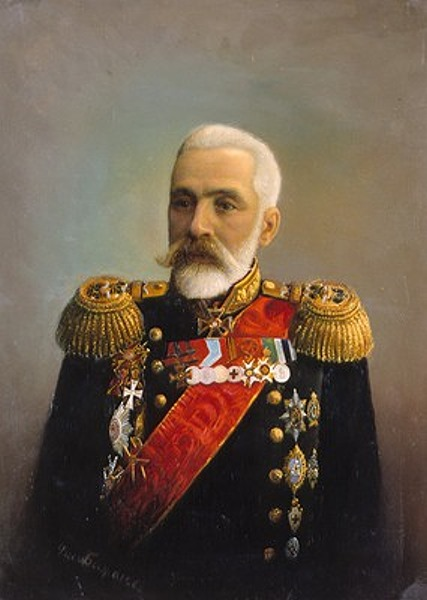
إيفان جريجوروفيتش

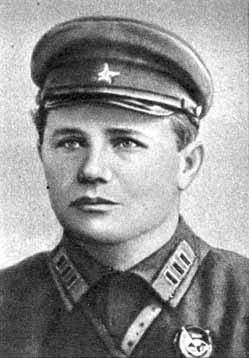
أندريه يريومينكو

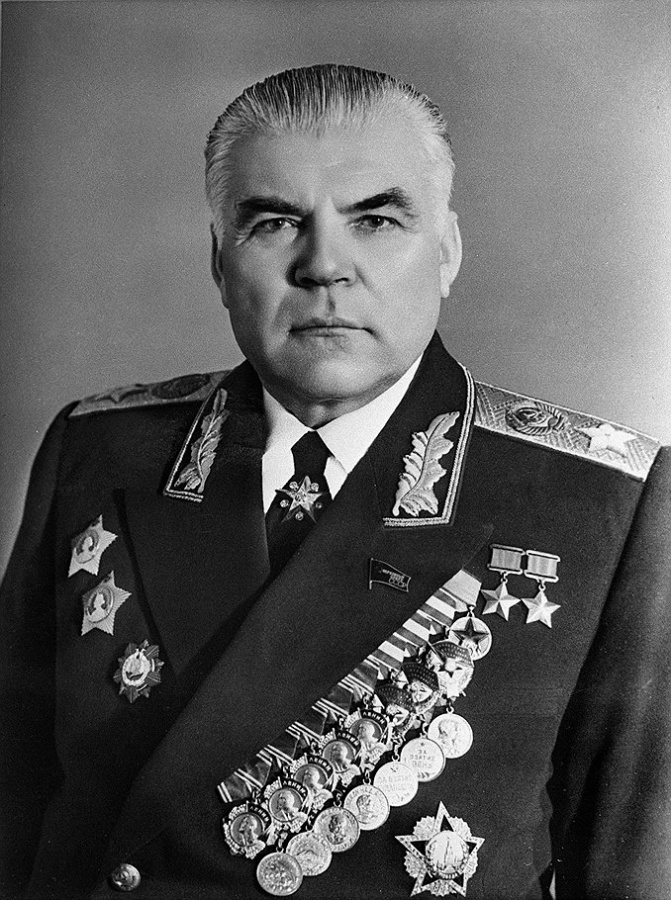
روديون مالينوفسكي

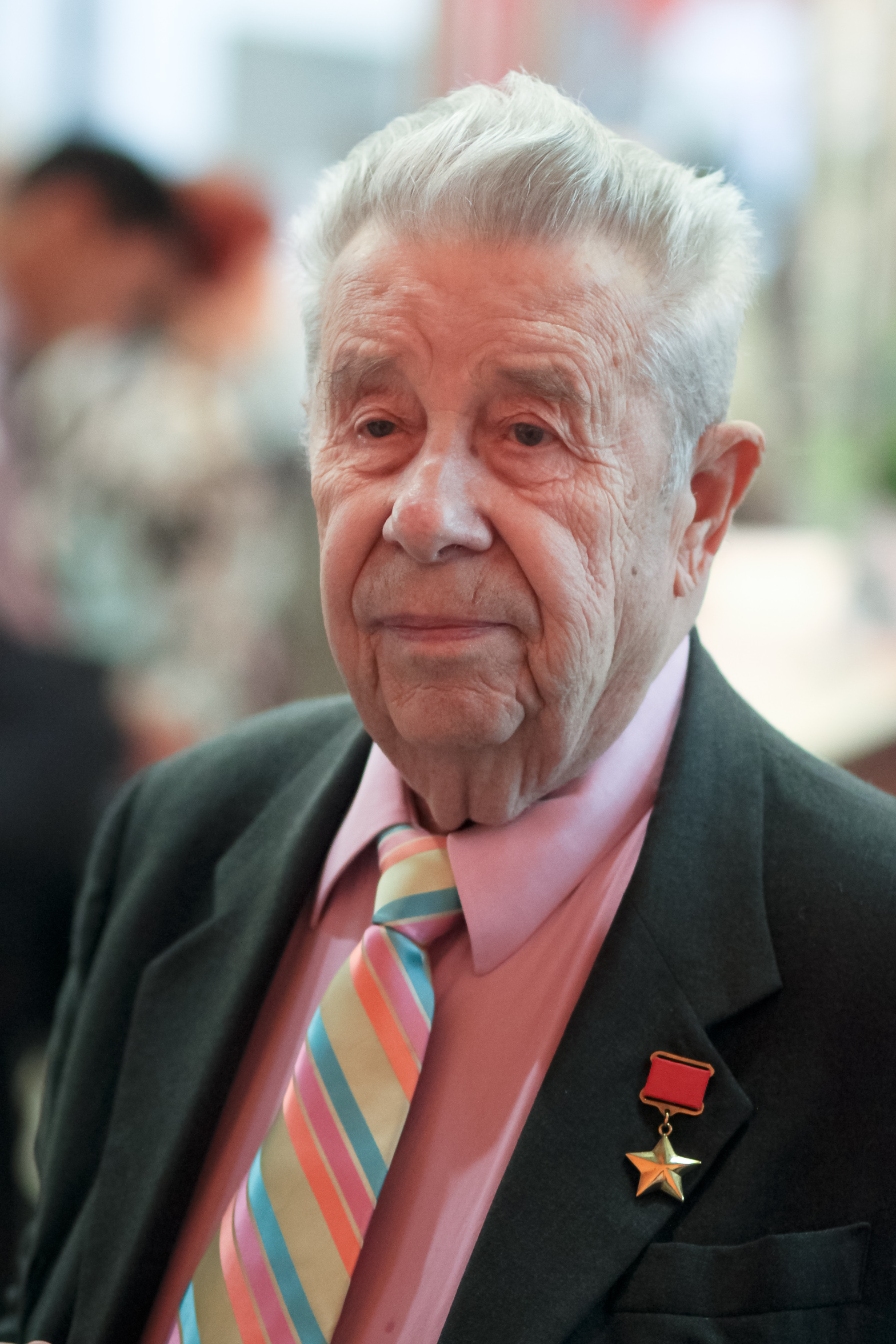
بيوتر بريكو

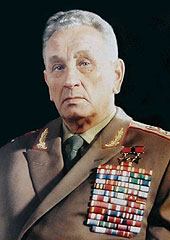
أندريه جريتشكو

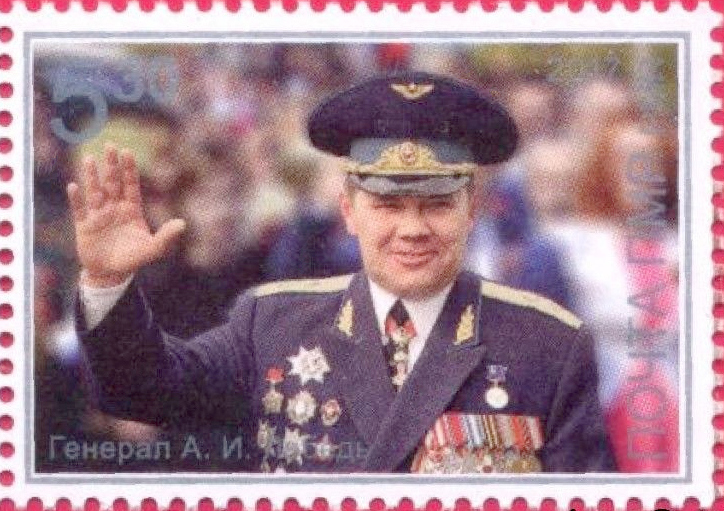
الكسندر ليبيد

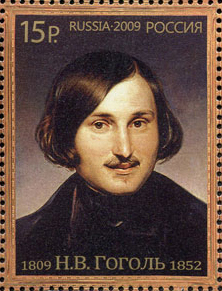
نيكولاي غوغول

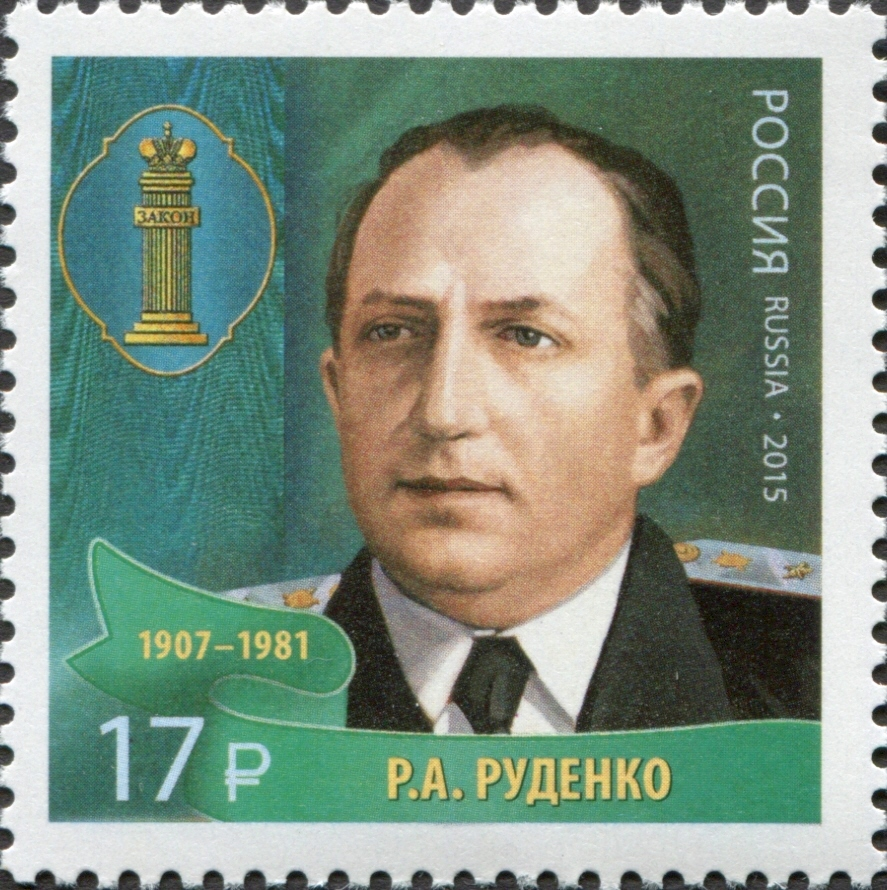
رومان رودينكو

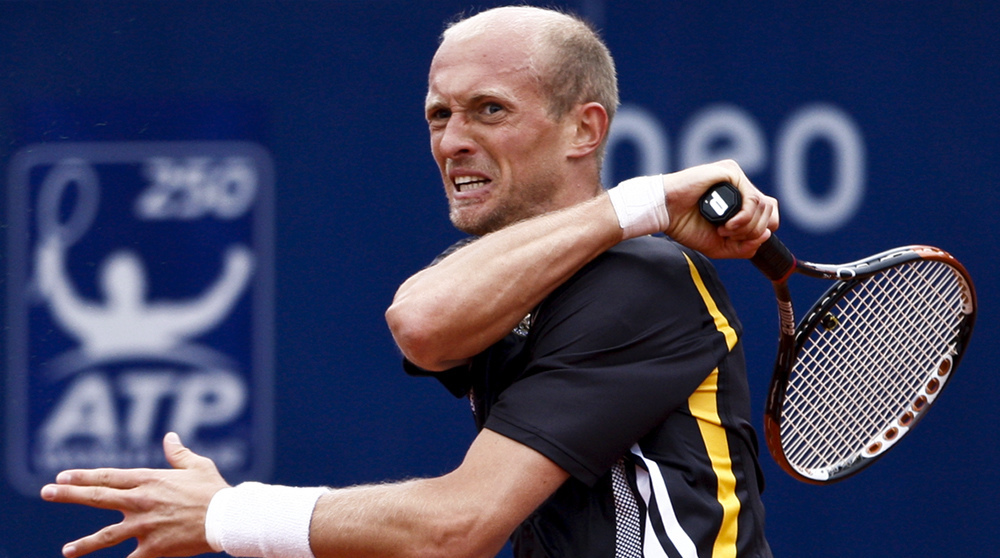
نيكولاي دافيدينكو

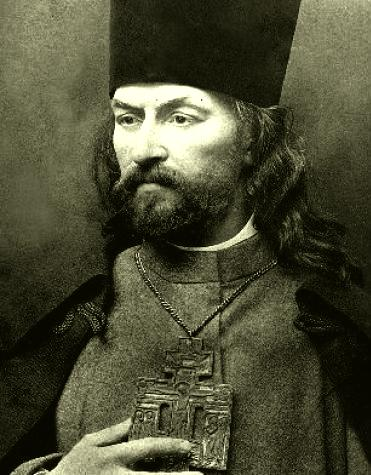
جورجي جابون

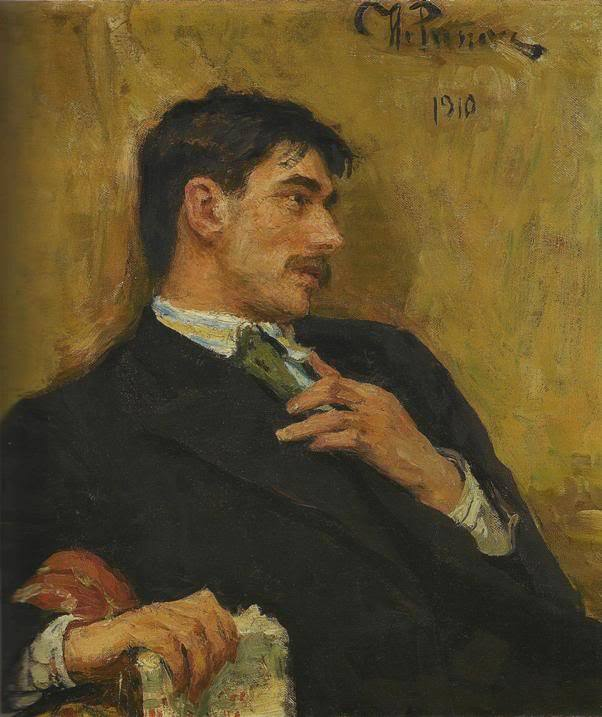
كورني تشوكوفسكي

## هوامش
1. ↑  Asian Russia statistics exclude the القوقاز.